# Armory Show

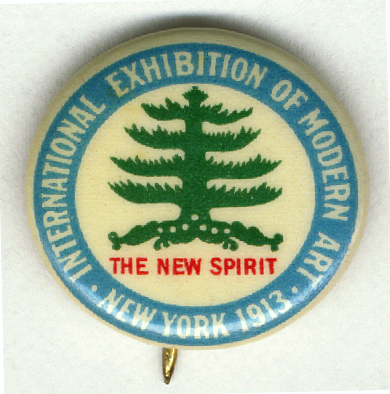
Logo Armory Show

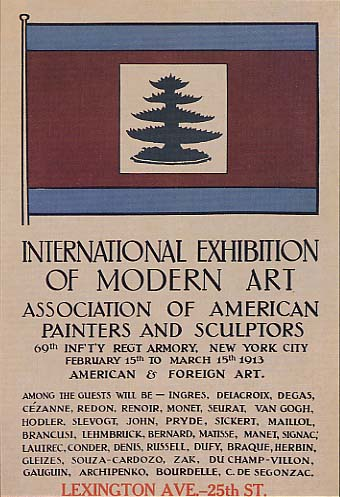
Plakat wystawowy Armory Show w Nowym Jorku

Armory Show (oficjalnie: International Exhibition of Modern Art) – wystawa sztuki nowoczesnej, zorganizowana w dniach 17 lutego–15 marca 1913 roku w Nowym Jorku w budynku 69th Regiment Armory (stąd potoczna nazwa wystawy) należącym do Gwardii Narodowej Stanów Zjednoczonych. Wystawa była następnie prezentowana w Art Institute of Chicago i w Copley Society of Art w Bostonie.
Armory Show była pierwszą wystawą sztuki nowoczesnej w Stanach Zjednoczonych i okazała się pod tym względem przełomowa dla sztuki amerykańskiej. Na wystawie zaprezentowano ponad 1000 prac artystów amerykańskich i europejskich.
Obraz Duchampa Akt schodzący po schodach nr 2 (Nu descendant un escalier n° 2, 1912, Philadelphia Museum of Art) wywołał skandal w świecie sztuki.

## Historia

### Armory Show w Nowym Jorku
W XVIII i XIX wieku artyści byli kształceni w akademiach, w których panował niepodzielnie idealistyczny realizm. Sztuka akademicka wykazywała tendencję do lansowania miękkich, perfekcyjnych form tworzonych niedostrzegalną ręką artysty. Choć w połowie XIX wieku wielu twórców europejskich zbuntowało się przeciwko sztuce akademickiej, to w Ameryce na przełomie XIX i XX wieku akademickie style i trendy wystawowe były nadal silne. W 1911 roku czterech młodych artystów, sprzeciwiających się akademizmowi: Jerome Myers, Elmer Livingston MacRae, Walt Kuhn i Henry Fitch Taylor, zaczęło spotykać się w Madison Gallery w Nowym Jorku, aby przedyskutować nowe koncepcje eksponowania sztuki w Stanach Zjednoczonych. Z grupy tej ostatecznie wyłoniło się Stowarzyszenie Malarzy i Rzeźbiarzy Amerykańskich (Association of American Painters and Sculptors, AAPS), złożone z młodych, nastawionych antyakademicko artystów. W roku 1913 AAPS postanowił zorganizować wystawę sztuki prezentującej amerykańskiej publiczności najnowsze osiągnięcia sztuki europejskiej.
Pomysł pokazu sztuki nowoczesnej zrodził się w głowach artystów pod wpływem wystawy zorganizowanej przez fotografa Alfreda Stieglitza, który jako pierwszy zaprezentował w Nowym Jorku prace Pabla Picassa i Henriego Matisse’a. W Ameryce europejska awangarda była do tego momentu praktycznie nieznana. Organizacji wystawy podjęli się malarze Arthur Bowen Davies i Walt Kuhn.

Pokażemy Nowemu  Jorkowi coś, o czym im się nie śniło (We will show New York something they never dreamed of.)

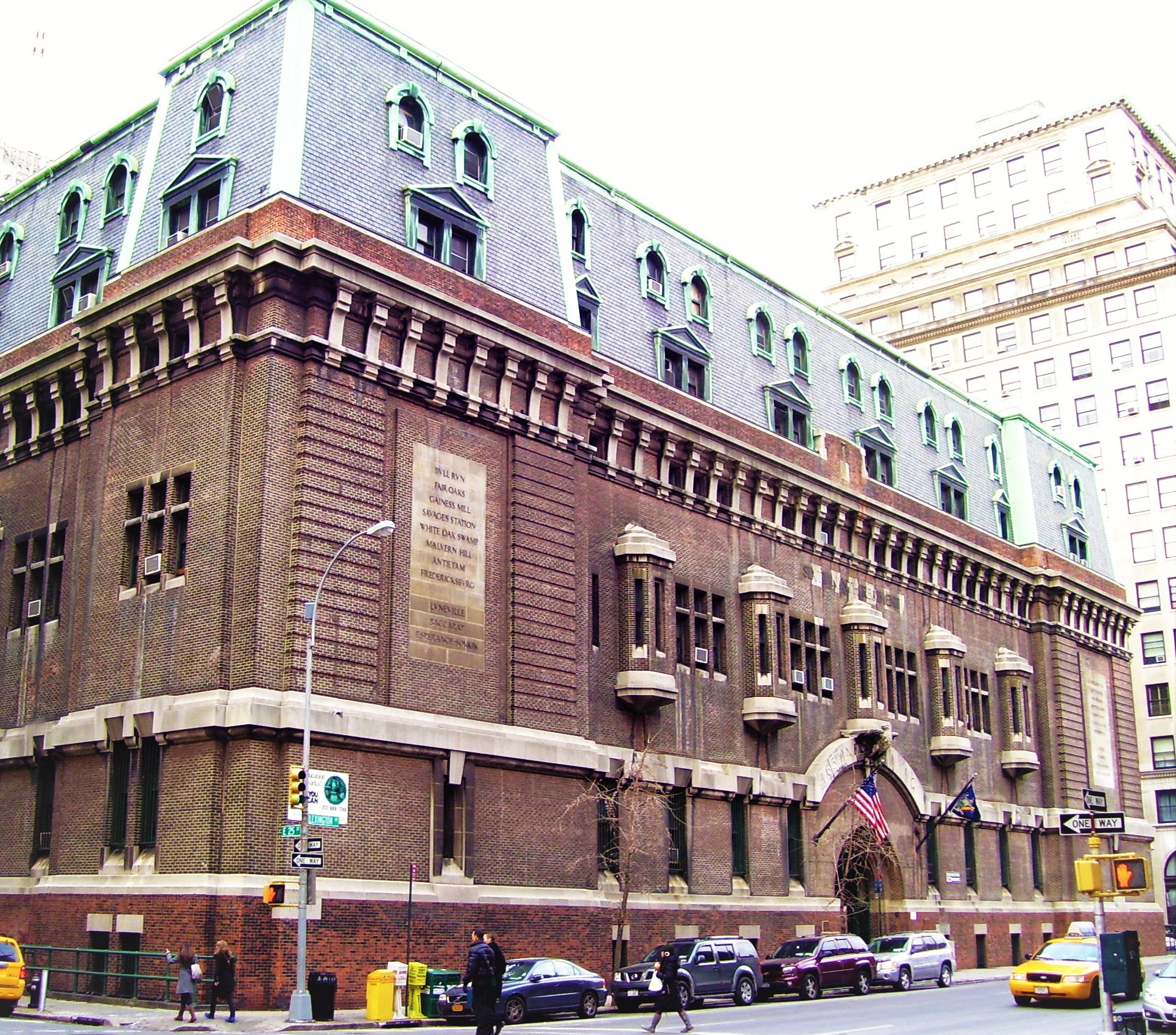
Budynek 69th Regiment Armory

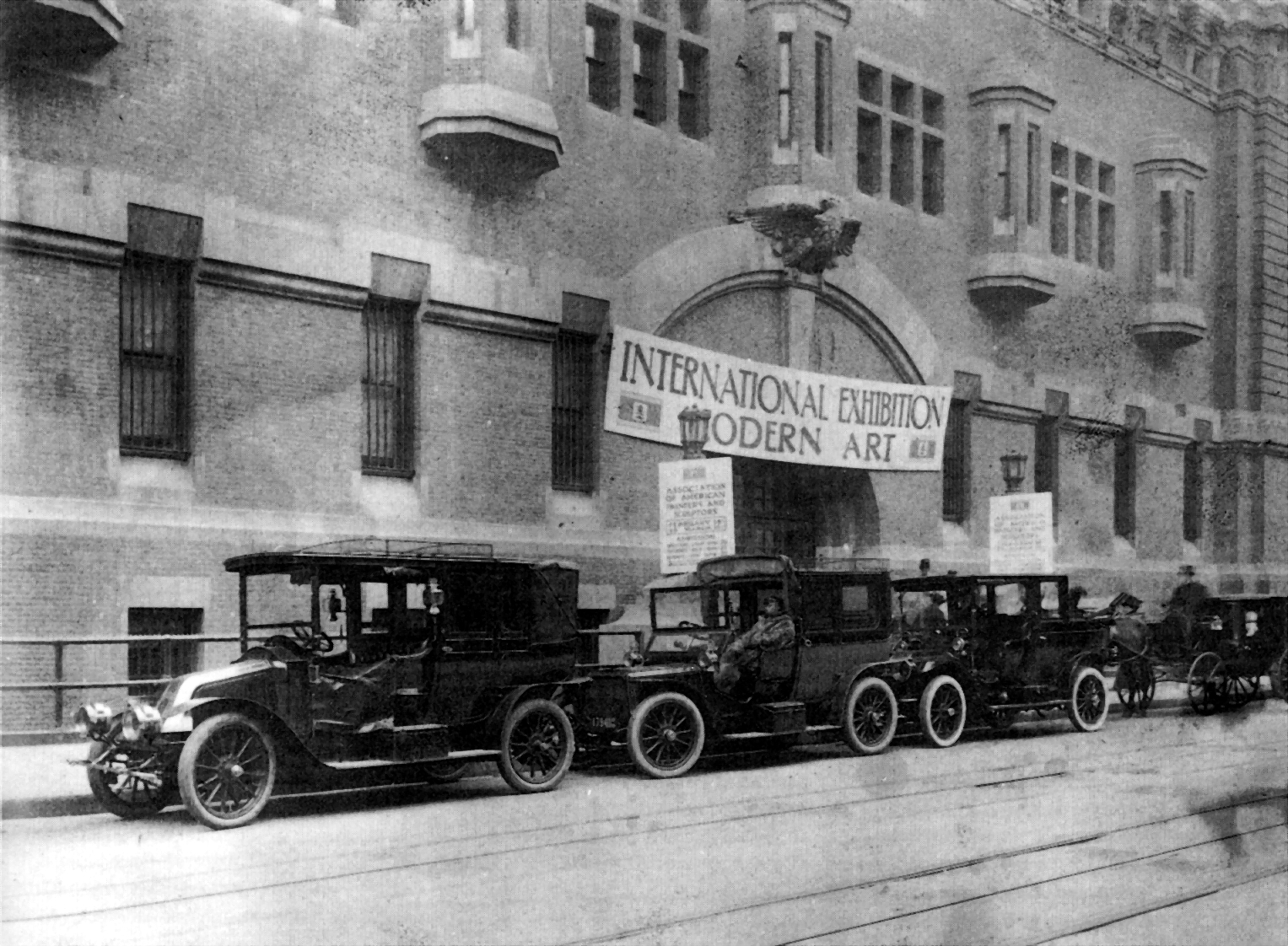
Wejście do budynku wystawowego

Problemem było znalezienie odpowiednio dużego budynku mogącego pomieścić dzieła wielu artystów. Ostatecznie wybór padł na budynek 69. regimentu piechoty, położony przy 25th Street i Lexington Avenue, wynajęty od dowódcy regimentu, pułkownika Conleya za 4000 dolarów.
Wzorem dla organizatorów była zorganizowana w 1912 roku w Kolonii wystawa Sonderbund. Kuhn udał się do Kolonii, a następnie do Paryża, gdzie dołączył do niego Davies. W Paryżu pomocy udzielili im: francuski marszand Ambroise Vollard oraz amerykański artysta, krytyk i historyk sztuki Walter Pach. Spotkali się oni z Marcelem Duchampem, Constantinem Brâncușim i Francisem Picabią. Wystawę Armory Show otwarto 17 lutego 1913 roku. W dniu inauguracji odwiedziło ją 4000 osób, a do połowy marca – 100 000. Na wystawie zaprezentowano 1600 prac artystów europejskich i amerykańskich.
Na wystawie zaprezentowano obszernie dorobek nowych Starych Mistrzów: Paula Cézanne’a, Vincenta van Gogha i Paula Gauguina. Jednak najwięcej uwagi przyciągnęły dzieła awangardowe, a zwłaszcza kubizm z jego dezorientującą intensywnością i dekompozycją przestrzeni. Szczególnie jeden obraz stał się niemal synonimem sukcesu i skandalu na Armory Show – był to Akt schodzący po schodach nr 2 Marcela Duchampa. Obraz wyróżniał się z powodu swego graficznego rozczłonkowania, intensywnego i bardziej poszarpanego niż na innych, podobnych obrazach. Dzięki gęsto rysowanym i nakładającym się na siebie kreskom dzieło to bardziej przypomina szkic niż tradycyjne malowidło. Obraz wydaje się przedstawiać kobietę schodzącą po schodach, ukazaną w kolejnych fazach ruchu i ujętą z różnych kątów widzenia. Taki sposób potraktowania czasu łączy obraz Duchampa z eksperymentalną fotografią ruchu Eadwearda Muybridge’a, a w dalszej kolejności, z kinem. Nowojorski eseista Julian Leonard Street określił obraz jako „eksplozję w fabryce gontów”.
Choć prace artystów europejskich stanowiły tylko jedną trzecią całości pokazanej kolekcji, to one wzbudziły największe zainteresowanie publiczności i krytyki, ponieważ były najbardziej rewolucyjne. Były prezydent Stanów Zjednoczonych Theodore Roosevelt, który prywatnie zwiedził wystawę, zaprotestował:

To nie jest sztuka! (This is not art!)

Prace kubistów i futurystów zaprezentowano we wspólnej sali wystawowej, określonej jako „gabinet okropności” („chamber of horrors”). W sali tej dzieła obu wrogich sobie, ale dopełniających się kierunków, oznaczały rozbrat z przeszłością; obrazy artystów przedstawiały tylko połamane gitary i skrzypce, pryzmatyczne konstrukcje przecinające przestrzeń w próbie ukazania szybkości i czwartego wymiaru. Innym znaczącym wydarzeniem w ramach wystawy był pokaz 40 rysunków Odilona Redona, artysty francuskiego, mało jednak znanego we Francji: Walt Kuhn odkrył jego prace na wystawie Sonderbund i postanowił, na własne ryzyko, wystawić je w oddzielnym pomieszczeniu. Żaden inny artysta, oprócz być może Henriego Rousseau, nie posunął się tak daleko w eksplorowaniu duchów i marzeń sennych. Po Nowym Jorku wystawę zaprezentowano w Chicago i w Bostonie.
Wystawa Armory Show wraz z towarzyszącymi jej imprezami okazała się przełomem, jeśli chodzi o wpływ modernizmu na sztukę amerykańską, która do tego momentu była raczej prowincjonalna.

### Armory Show w Chicago
Art Institute of Chicago było jedynym muzeum sztuki, które gościło Armory Show podczas jego tournée po Stanach Zjednoczonych. Jako takie było również pierwszym muzeum, które wystawiło dzieła współczesnych artystów, w tym Constantina Brâncușiego, Marcela Duchampa, Henri Matisse’a i Picassa. Nie było dziełem przypadku, że chicagowskie muzeum odegrało taką rolę. Od chwili swojego powstania w 1879 roku jego misją było nie tylko informowanie szerokich rzesz publiczności o historii sztuki, ale też zachęcanie jej do aktywnego interesowania się sztukami pięknymi poprzez odwiedzanie wystaw czasowych, uczestnictwo w wykładach, spotkaniach klubowych, koncertach, konkursach sztuki i innych imprezach. Działalność muzeum na tym polu była w tamtych czasach zjawiskiem niezwykłym.
Ulokowana w dziewięciu eleganckich galeriach w klasycystycznym budynku Art Institute of Chicago przy Michigan Avenue International Exhibition of Modern Art była całkowicie odmienna od ogromnej wystawy w Nowym Jorku. Z bardziej oficjalną oprawą i staranniejszym doborem dzieł wystawa w Chicago stanowiła odrębną prezentację w historii sztuki nowoczesnej w Stanach Zjednoczonych.
Negocjacje mające na celu pokazanie nowojorskiej wystawy w Chicago rozpoczęły się na początku listopada 1912 roku i zostały zakończone zaledwie na trzy tygodnie przed jej otwarciem 24 marca 1913 roku. Dyrektor William M.R. French w celu przygotowania miejsca dla „modernistycznego show” odwołał kilka wcześniej zaplanowanych wystaw i zalecił opróżnienie sześciu galerii z kolekcji stałych. Ostatecznie powierzchnia wystawiennicza wyniosła około połowy powierzchni w Nowym Jorku. W takiej sytuacji tylko część z ponad 1000 dzieł pokazanych w Nowym Jorku mogła być zaprezentowana w Chicago.
Zgodnie z umową podpisaną 28 lutego 1913 roku pomiędzy stowarzyszeniem AAPS i Art Institute o doborze prac na chicagowską wystawę miał zadecydować prezes stowarzyszenia Artur Bowen Davies, natomiast ostateczne zatwierdzenie jego decyzji leżało w gestii dyrektor Frencha. Wcześniej Davies i sekretarz wykonawczy Walt Kuhn obiecali dać Instytutowi Sztuki „kolekcję reprezentacyjną”, będącą mniejszą wersją obszernego przeglądu z Nowego Jorku, ukazującego chronologiczny rozwój nowoczesnego malarstwa począwszy od takich artystów jak Jean-Auguste-Dominique Ingres, Francisco Goya i Eugène Delacroix poprzez Gustave’a Courbeta, Édouarda Maneta i impresjonistów, następnie postimpresjonistów jak Paul Cézanne, Paul Gauguin i Vincent van Gogh, aż do najnowszej generacji artystów współczesnych, z których blisko połowę stanowili Amerykanie.
Dyrektor French w liście do Daviesa z dnia 6 marca prosił szczególnie o „bardziej nowatorską część wystawy nowojorskiej, głównie o eksponaty pochodzące z Europy ... dzieła Matisse’a, Gauguina, Redona, Duchampa, Cézanne’a , Picassa, Van Gogha, Rousseau, Johna i pozostałych, znanych cudzoziemców”. Zamiarem Frencha, zaangażowanego w proces zapoznawania społeczeństwa ze sztuką nowoczesną, było pokazanie akurat tej części wystawy, mimo że sam osobiście jej nie lubił. French uważał przy tym, że widzowie w Chicago znali już wielu amerykańskich artystów z wystawy, zasugerował więc, by każdy z nich reprezentowany był tylko przez jedną pracę; powyższe ograniczenie nie miało dotyczyć samego Daviesa, jednego z dawnych uczniów Instytutu i prezesa Stowarzyszenia oraz Roberta Winthropa Chanlera, którego malowane parawany miały tworzyć ozdobne wejście na wystawę. Davies w odpowiedzi przesłał Frenchowi 13 marca pisemny plan wystawy, ściśle zgodny z jego sugestiami.
W galerii na szczycie wielkiej klatki schodowej Instytutu wystawiono dziewięć parawanów Chanlera i wybór rzeźby europejskiej. W galerii 50 znalazły się dzieła żyjących wówczas francuskich modernistów, takich jak Pierre Bonnard, Maurice Denis, Henri Matisse i Félix Vallotton. Galeria 51 była poświęcona pracom artystów angielskich, irlandzkich i niemieckich (choć w mniejszej ilości, niż w Nowym Jorku) oraz pracom niektórych artystów amerykańskich. Galeria 52 została przeznaczona dla dzieł twórców postimpresjonistycznych: Cézanne’a, Gauguina, van Gogha oraz Henriego Rousseau. Galerię 53 wypełniały w całości dzieła kubizmu, Galerię 26 poświęcono Odilonowi Redonowi. Prace artystów amerykańskich wypełniły tylko trzy z dziewięciu galerii (w przeciwieństwie do dziewięciu z osiemnastu w Nowym Jorku); były to galerie: 25, 52A i 54. W nienumerowanej galerii położonej pomiędzy galerią 50 a szczytem klatki schodowej wystawiono prace na papierze.
W przeciwieństwie do nowojorskich kół artystycznych, które Armory Show przyjęły w większości z zainteresowaniem i entuzjazmem, profesorowie i studenci Chicago Art School okazali niechęć i arogancki tradycjonalizm. 16 kwietnia, w dniu zamknięcia wystawy, spalono kukły Matisse’a, Brâncușiego i Waltera Pacha; przy Michigan Avenue, w obecności szalejącego tłumu spalono na popiół dwie kopie prac Matisse’a. Kuhn zareagował na te wydarzenia z gniewem i niesmakiem. W liście do Daviesa, który przebywał w Nowym Jorku, wyraził rozczarowanie postawą profesorów, którzy podjudzali studentów, nie próbując przynajmniej zrozumieć dzieł, które zniszczono. Organizatorów i uczestników manifestacji nazwał wulgarnymi prostakami.

### Armory Show w Bostonie

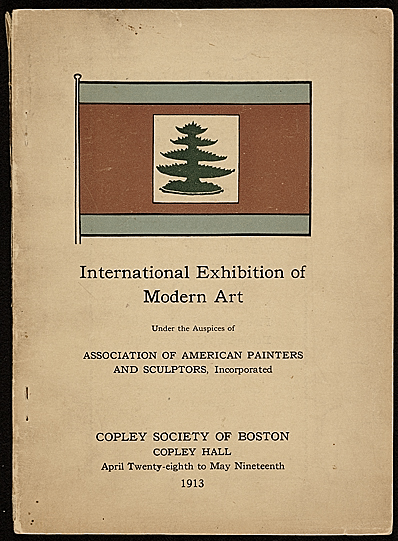
Plakat wystawowy Armory Show w Bostonie

W dniu 28 kwietnia 1913 roku w Bostonie w siedzibie Copley Society of Art otwarto po raz ostatni Armory Show. Zanim wystawa osiągnęła Boston, jej zawartość stopniała z około 1400 eksponatów do mniej niż trzystu. Ponieważ prace artystów amerykańskich wyłączono z pokazu, publiczność Bostonu obejrzała wyłącznie awangardowe obrazy europejskie, rzeźbę i prace na papierze, który zaskoczyły zwiedzających w Nowym Jorku i Chicago.
Reakcja w Bostonie bardzo różniła się od tej w Chicago. Zamiast ogromnych tłumów zapełniających galerie, szału mediów i obrazów spalonych kukieł, Bostończycy powstrzymali się od masowego zwiedzania wystawy, a gazety, po kilku nieprzyjemnych komentarzach, zamilkły. Walter Pach wspominał, że Bostończycy obawiali się pokazać na wystawie, a Walt Kuhn oschle zauważył, że „Boston nie polubił wystawy”. Liczba zwiedzających wyniosła około 14 400, mniej niż jedna dziesiąta tego, co w Art Institute of Chicago.
Badacz Carol Troyen wyjaśniał, iż chłodne przyjęcie Armory Show w Bostonie, w przeciwieństwie do gorącego w Nowym Jorku i Chicago, wynikało z faktu, iż na początku XX wieku gust Bostonu skłaniał się ku artystom konserwatywnym. Miasto nie było przygotowane na nowości w sztuce, a wersja wystawy zaprezentowana w Copley Society nie objęła dzieł amerykańskich czy historycznych obrazów europejskich, aby ożywić radykalne obrazy i rzeźby i rozpatrzeć je w szerszym kontekście.

## Plan wystawy nowojorskiej

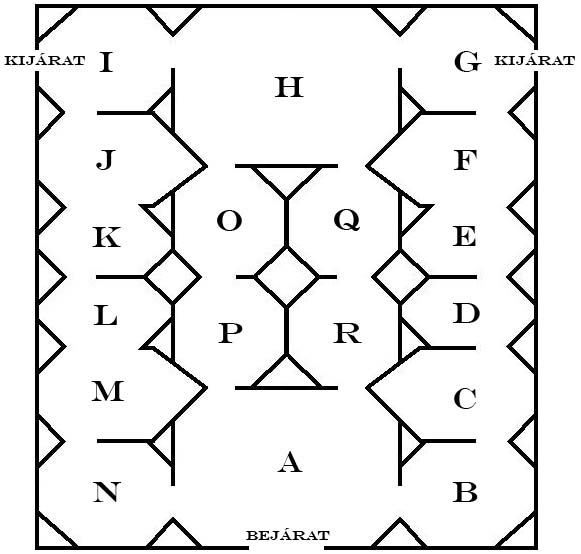
Plan wystawy – podział na galerie

### Gallery A: American Sculpture and Decorative Art
Galerię A, przez którą zwiedzający wchodzili na wystawę, wypełniała amerykańska rzeźba i sztuka użytkowa. Za tło do eksponatów służyły dekoracyjne parawany Roberta Winthropa Chanlera, przedstawiające motywy przyrodnicze stworzone pod wpływem delikatnej figuracji japońskich parawanów składanych. Dwie rzeźby Chanlera, Indianin i Taniec Węża Hopi miały za motyw, podobnie jak wiele rzeźb w tej galerii, życie rdzennych Amerykanów. Inne prace o tej tematyce to Indianin i bizony Charlesa Rumseya, Indianin gryzący kukurydzę Myry Musselman-Carr i Wschód słońca Nessy Cohen. Lucyfer Andrew Dasburga stanowił przykład rzeźbienia bezpośredniego w amerykańskiej rzeźbie w okresie poprzedzającym Armory Show. Kolejne rzeźby to figuratywne posążki nowojorczyków, wykonane przez Ethel Myers, której twórczość wykazywała z jednej strony wpływ Ashcan School, a z drugiej – związki formalne z pracami Gastona Lachaise’a, francusko-amerykańskiego artysty, uważanego za pioniera nowoczesnej rzeźby amerykańskiej. Inną artystką, który zastosowała założenia Ashcan School w rzeźbie była Abastenia St. Leger Eberle. Podczas prezentowania ekspozycji Armory Show w Chicago jej rzeźba Biała niewolnica stała się przedmiotem dochodzenia ze strony miejscowej cenzury z powodu publicznego ukazania przemysłu erotycznego.

### Gallery B: American Painting and Sculpture
W galerii B znalazły się kolejne przykłady współczesnej rzeźby amerykańskiej, w tym popiersie George’a Bellowsa dłuta Roberta Ingersolla Aitkena, dzieła Chestera Beacha i George’a Greya Barnarda (galeria A), inspirowane pracami Rodina. Organizatorzy wystawy świadomie pominęli pokolenie wcześniejszych rzeźbiarzy neoklasycznych spod znaku Beaux Arts, jak Augustus Saint-Gaudens, Frederick MacMonnies, Daniel Chester French, Lorado Taft czy Janet Scudder. Inni artyści, których prac zabrakło w sekcji rzeźby amerykańskiej to bracia Solon i Gutzon Borglum. Gutzon Borglum, jeden z członków założycieli Amerykańskiego Stowarzyszenia Malarzy i Rzeźbiarzy, oskarżył jej członków o promowanie amatorów i wycofał swoje prace z wystawy. Jego brat, a także inni rzeźbiarze, w geście solidarności również usunęli swoje prace z wystawy.

### Gallery C: American Paintings
W galerii C znalazły się prace George’a Bellowsa, znanego głównie z obrazów przedstawiających bokserów (w galerii L wystawiono dwa jego rysunki z motywem pięściarza: Mistrz świata wagi lekkiej i Między rundami) oraz rozrywki mas pracujących jak cyrk i gra w polo (obrazy Cyrk i Tłum przy polo). Artysta, często łączony z Ashcan School z powodu miejskiej tematyki swoich obrazów, został w 1913 roku przyjęty do National Academy of Design, stając się jej najmłodszym członkiem. Współpracował z Johnem Frenchem Sloanem na łamach socjalistycznego czasopisma The Masses oraz nauczał w Emma Goldman's Ferrer School of Art. Maurice Brazil Prendergast, który w 1908 roku wystawiał z grupą The Eight, był jednym z pierwszych amerykańskich artystów eksperymentujących z postimpresjonizmem. Wystawione na Armory Show jego obrazy, m.in. Zmierzch i Pejzaż z postaciami to charakterystyczne dla jego twórczości z tego okresu pejzaże w jasnych kolorach, malowane krótkimi pociągnięciami pędzla.

### Gallery D: American Paintings
Łącznikiem między galeriami C i D były dwie martwe natury pędzla Marsdena Hartleya. Pierwsza z nich, zatytułowana Martwa natura nr 1, przedstawiała w spłaszczonej perspektywie tradycyjne dla tego gatunku motywy: owoce i warzywa, zestawione z własnymi przedmiotami artysty: dzbankiem Nawahów i gobelinami; sześć kolorowych rysunków Hartleya, wystawionych w Galerii L, świadczyło o jego zainteresowaniem kubizmem i ekspresjonizmem w czasie, kiedy przebywał on we Francji i Niemczech. Prace Hartleya z lat 1913–1914 odzwierciedlają adaptacje przez niego teorii Kandinsky’ego zawartych w rozprawie On the Spiritual in Art.
Szerzej zaprezentowano dorobek innego artysty, Charlesa Sheelera; z pięciu jego obrazów znajdujących się w galerii D dwa przedstawiały pejzaże, a dwa stanowiły studium kwiatów. Obraz Pejzaż zdradzał zainteresowanie artysty kierunkiem nazwanym później precyzjonizmem, nawiązującym do Cézanne’a, jeśli chodzi o kwestie łączenia ograniczonej ilości form i kolorów w celu stworzenia harmonijnej całości. Przedstawione w Pejzażu góry, niebo, ziemia i drzewa tworzą całościową i zgeometryzowaną jedność.
Przy wejściu do Galerii D umieszczono przyciągający uwagę obraz Idąc do kąpieli pędzla Kathleen McEnery Cunningham, odznaczający się mocnymi konturami, uproszczoną perspektywą i kolorystyką. Jego twórczyni należała do tych nielicznych amerykańskich artystów obecnych na Armory Show, którzy wybrali akt kobiecy jako temat nie alegorycznego studium. McEnery była w kręgach sztuki nowojorskiej postacią dość znaną; w 1911 roku wystawiała z artystami niezależnymi. Podobnym w charakterze obrazem, który zwrócił na siebie uwagę, było Studium Marguerite Zorach (lokalizacja nieznana, prawdopodobnie zniszczony). Zorach przybyła do Nowego Jorku na początku 1913 roku, ale swoją pracę pokazała kilka miesięcy wcześniej w Los Angeles. Wcześniej studiowała w Paryżu pod kierunkiem brytyjskiego malarza, Johna Duncana Fergussona, inspirującego się fowizmem. Praca Zorach była niezwykła wśród dzieł malarstwa fowistycznego na wystawie Armory Show – w przeciwieństwie do obrazów Charlesa Camoina, Alberta Marqueta i Alfreda Henry’ego Maurera na płótnie Zorach znalazło się studium postaci, nawiązujące w warstwie technicznej do Matisse’a.
Obok dzieł Zorach wystawiono obrazy Kennetha Hayesa Millera i Agnes Pelton, przedstawiające opustoszałe i zjawiskowe pejzaże. Miller, znany bardziej jako nauczyciel Edwarda Hoppera, Reginalda Marsha i Isabel Bishop w New York's Art Students, był jednym z pierwszych artystów, którego dzieła znalazły się w ekspozycji urządzonej w Museum of Modern Art. Agnes Pelton przyczyniła się do powstania w latach 30. Trancendental Painting Group, niewielkiego ugrupowania malarzy abstrakcyjnych. Podobnie jak wielu innych współczesnych jej artystów i pisarzy, studiowała teozoficzne pisma Heleny Bławatskiej. W czasach Armory Show Pelton tworzyła, jak je nazywała „obrazy imaginacyjne”, które podobnie jak impresjonizm, eksplorowały zmienność światła słonecznego, ale skupiały się raczej na tematyce mitycznej niż współczesnej. Spośród nich na Armory Show wystawiono dwa: Winny las (ok. 1910, poprzednio w kolekcji artystki) i Epoka kamienna.

### Gallery E: American Paintings
W galerii E znalazły się wybrane dzieła głównych organizatorów Armory Show, Arthura Bowena Daviesa i Walta Kuhna. Davies otrzymał wiele pochlebnych recenzji w trakcie trwania wystawy, nie tylko za jej organizację, ale także za swoje obrazy. Wielu krytyków uważało go za jednego z najbardziej oryginalnych amerykańskich malarzy tamtych czasów, łączącego w swej twórczości wiele idei artystycznych z przełomu XIX i XX wieku unikającego przy tym naśladownictwa. W jego metafizycznych pejzażach jak Linia gór uwidocznił się wpływ akwarel Cézanne’a i murali Puvis de Chavannes’a. Kuhn, który pracował jako rysownik w The World i w innych nowojorskich gazetach, nie był pod szczególnym wrażeniem prac wystawionych na Armory Show. W jego obrazach widoczny jest wpływ wielu artystów.
Obrazy Abrahama Walkowitza i Josepha Stelli, obecne w galerii E, stanowiły efekt ich pracy przed Armory Show. Walkowitz kilka miesięcy wcześniej miał indywidualną wystawę w galerii 291 Stieglitza. Stella był pod dużym wrażeniem prac wystawionych na Armory Show. Pod koniec 1913 roku pracował nad cyklem Walka świateł, Coney Island.

### Gallery F: American Paintings
W galerii F znalazły się prace amerykańskich artystów tworzących pod wpływem impresjonizmu. Niektórzy z nich przez lata wystawiali wspólnie swoje obrazy jako The Ten. Childe Hassam, jeden z The Ten, był reprezentowany przez pięć obrazów olejnych w galerii E. Obrazy innych członków ugrupowania były rozproszone po całej wystawie; dzieła Johna Twachtmana ulokowano w galerii P, a Juliana Aldena Weira w galerii E. Na wystawie Armory Show znalazły się prace innych impresjonistów amerykańskich, którzy nie uczestniczyli we wspólnych z The Ten wystawach, jak Karl Anderson (Galeria M), a także prace artystów należących do New Society of American Artists w Paryżu, ugrupowania utworzonego w proteście przeciwko Society of American Artists w Paryżu, postrzeganego przez wielu jako konserwatywne. W New Society of American Artists znalazło się wielu amerykańskich modernistów, spośród których w Armory Show udział wzięli: Marsden Hartley, Patrick Henry Bruce, Arthur Beecher Carles, John Marin, Alfred Henry Maurer i Daniel Putnam Brinley; cztery Kolorowe nuty Brinleya zostały zakupione przez Damiana C. Torreya, który nabył również ikonę Armory Show, Akt schodzący po schodach nr 2.

### Gallery G: English, Irish and German Paintings and Drawings
W galerii G zaprezentowano dzieła współczesnej sztuki niemieckiej, angielskiej i irlandzkiej oraz jeden obraz Wassily Kandinsky’ego, Improwizacja nr 27 (Ogród miłości), pochodzący z jednej z najnowszych serii jego improwizacji i zakupiony przez Alfreda Stieglitza. Pisma i obrazy Kandinsky’ego wywarły znaczący wpływ na wielu amerykańskich artystów, reprezentowanych na Armory Show (przede wszystkim na Marsdena Hartleya i Katherine Sophie Dreier). Przykładem niemieckiego ekspresjonizmu był jedyny obraz Kirchnera na Armory Show, Wirtsgarten. Olga Oppenheimer, mniej znana niemiecka ekspresjonistka, wystawiała na Sonderbund w Kolonii w 1912 i 1913 roku, gdzie Walt Kuhn najprawdopodobniej widział jej prace i uzgodnił wystawienie ich na Armory Show. Sześć drzeworytów Oppenheimer znalazło się ostatecznie w galerii K razem z drzeworytami i litografiami Muncha. Prace artystki były ilustracjami do popularnej powieści Lauridsa Bruuna Szczęśliwy czas Van Zantena (duń. Van Zantens lykkelige Tyd). W Galerii G znalazł się również jeden obraz Wladimira Bechtejeffa, członka Neue Künstlervereinigung München (Stowarzyszenia Nowych Artystów w Monachium), założonego w 1909 roku między innymi przez Kandinsky’ego i Franza Marca. Inni niemieccy artyści obecni w Galerii G to impresjoniści Max Slevogt i Julius Seyler.
Sekcja brytyjska w dużej mierze składała się z dzieł Augustusa Johna, brytyjskiego malarza postimpresjonistycznego. Były to głównie obrazy olejne pochodzące z wystawy w Chenil Gallery z 1910 roku, będące rezultatem jego podróży do Prowansji na początku 1910 roku; John wiedział niewątpliwie o silnym wpływie Prowansji na wielu francuskich postimpresjonistów, w tym także na Vincenta van Gogha. James Dickson Innes, który często malował i wystawiał swoje prace razem z Johnem, był również reprezentowany na Armory Show (cztery obrazy olejne i dwie akwarele). Wiele z tych prac było rezultatem wspólnej podróży obu artystów do Walii latem 1912 roku. W 1911 roku obaj byli w pewnym stopniu zaangażowani w działalność Camden Town Group, stowarzyszenia artystycznego, które organizowało wystawy poza Royal Academy of Arts. Inni brytyjscy artyści, których prace pokazano na Armory Show, to Walter Sickert i Charles Conder.
Na wystawie zaprezentowano też prace trzech malarzy irlandzkich. Jack Butler Yeats, brat poety Williama Butlera Yeatsa, został uznany za najwybitniejszego irlandzkiego malarza początku XX wieku. Karierę artystyczną zaczął (podobnie jak wielu artystów Ashcan School) jako ilustrator w gazetach i czasopismach, zwłaszcza w Punch. Ojciec artysty, John Butler Yeats, był podziwiany przez Roberta Henriego, który spotkał go podczas wizyty w Nowym Jorku w 1911 roku, dokąd Butler przybył, aby promować poezję syna. Wczesne prace Yeatsa można porównać z twórczością Henriego i innych artystów Ashcan School: Cyrkowy karzeł stanowi studium postaci bardzo podobnie do portretów Henriego, a Polityczny mityng przypomina tłumy miejskie z obrazów Johna Frencha Sloana. Pozostali irlandzcy artyści obecni w galerii G to George William Russell (znany bardziej jako poeta pod pseudonimem Æ) i Nathaniel Hone młodszy.

### Gallery H: French Paintings and Sculpture

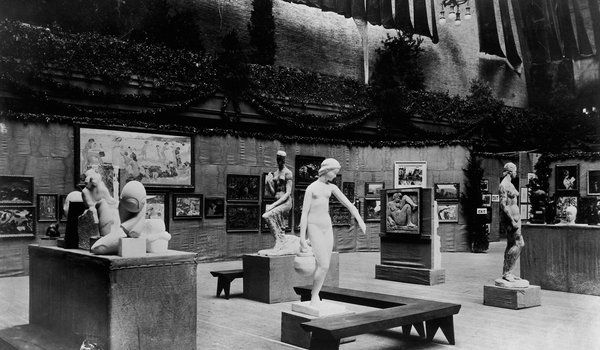
Wystawa rzeźby. Na pierwszym planie, po lewej Mademoiselle de Pogany

Galeria H, największa spośród galerii Armory Show, stanowiła obszerny melanż francuskich obrazów i rzeźby. Krytycy skupili swoje kpiny i pochwały na dwóch artystach, których prace eksponowano w tym dziale: Henrim Matissie i Constantinie Brâncușim. Chociaż trzy z wcześniejszych dzieł Matisse’a były wystawione w Galerii R, w przedniej części wystawy, obrazy, które przyciągnęły najwięcej uwagi, znalazły w Galerii H, obok „gabinetu okropności” (Galeria I). Chociaż obrazy Marcela Duchampa i Francisa Picabii były nieustannie parodiowane i wykpiwane, prace Matisse’a zostały przez wielu uznane za dużo bardziej występne i niemoralne.
Picabia i Duchamp poddali analizie ludzką postać, dzieląc ją na przecinające się płaszczyzny i upraszczając swoje palety do jasnych brązów i czerwieni; w oczach wielu prace Matisse’a były bardziej reprezentatywne, ale też jeszcze bardziej okropne, dziecinne i prymitywne. Harriet Monroe, poetka z Chicago, założycielka magazynu Poetry, była z początku skonsternowana Matisse’em opisując jego obrazy jako „najbardziej ohydne brzydactwa popełnione kiedykolwiek w imię cierpiącej sztuki”, później jednak, podczas prezentacji Armory Show w Chicago polecała Matisse’a uwadze publiczności, zdobywając się nawet na pochwały: „w dogłębnym sensie ci radykalni artyści mają rację. Stanowią oni bunt wyobraźni wobec XIX-wiecznego realizmu”. Inni krytycy, jak Kenyon Cox z Nowego Jorku, recenzujący wcześniej Matisse’a (po wystawie w galerii 291 Alfreda Stieglitza), nadal uważał jego prace za „rysunki wstrętnego chłopca”.
Akt błękitny, Le Luxe II, i Złota rybka i rzeźba zostały wybrane przez studentów Chicago's Art Student's League jako najbardziej przerażające i bluźniercze obrazy na Armory Show. Matisse był podobno tak zaniepokojony reakcją społeczeństwa na swoje prace, że wyjaśniał w jednym z wywiadów: „powiedz Amerykanom, że jestem normalnym człowiekiem, że jestem oddanym mężem i ojcem, że mam troje ślicznych dzieci, że chodzę do teatru!”. Matisse nie był jedynym fowistą, którego prace pokazano w Galerii H, ale był przypuszczalnie najbardziej znany nowojorczykom, po części dzięki Stieglitzowi. Miał również, dzięki Kuhnowi, największą liczbę swoich obrazów w galerii. Obok Matisse’a w Galerii H zaprezentowano prace takich fowistów jak: Henri Manguin, Albert Marquet, Charles Camoin, Émilie Charmy i Georges Rouault.
Większość wystawionych obrazów fowistycznych stanowiły pejzaże i, sporadycznie, martwe natury.
Krytyków wprawiły w zdumienie również rzeźby Constantina Brâncușiego. Szczególnie zagadkowe były jego Śpiąca muza i Mademoiselle de Pogany; tę ostatnią porównano do „ugotowanego na twardo jajka balansującego na kostce cukru”. Inny z krytyków stwierdził, iż prace artysty były zbyt komiczne, by je komentować.
Brancusi nie był jedynym rzeźbiarzem krytykowanym przez prasę. Klęcząca kobieta Wilhelma Lehmbrucka została porównana do modliszki w Przewodniku laika na wystawę sztuki Theodore’a Roosevelta, a Alexander Archipenko został skarcony za formy, które były „całkowicie nieproporcjonalne”.

### Gallery I: French Paintings and Sculpture
Choć w przedniej części Armory Show wystawiono wiele amerykańskich obrazów i rzeźb (galeria A oraz galerie B i N po obu jej stronach) chcąc w ten sposób zachęcić publiczność do zapoznania się z rodzimą sztuką, to w drugim tygodniu wystawy wielu zwiedzających podobno spieszyło do „gabinetu okropności” – galerii I, położonej w głębi wystawy, po lewej stronie. Wypełniały ją francuskie obrazy i rzeźby, figurujące pod niewinnymi tytułami w katalogu wystawowym. Galeria szybko stała się znana jako pokój kubizmu (The Cubist Room), a pokazywane w niej prace utrwaliły kubizm na długie lata w świadomości Amerykanów. Termin kubizm wszedł do powszechnego użytku podczas wystawy Salonu Niezależnych w 1911 roku, gdzie w pokoju 41 wystawiali swoje prace Jean Metzinger, Albert Gleizes, Henri Le Fauconnier, Fernand Léger, Robert Delaunay i Marie Laurencin; artyści ci byli często uważani za założycieli kubizmu, chociaż dziś jako twórcy tego ruchu uznawani są Pablo Picasso i Georges Braque. Do popularyzacji terminu przyczynił się także Guillaume’a Apollinaire’a; to pod jego wpływem Galeria I zyskała miano pokoju kubizmu.

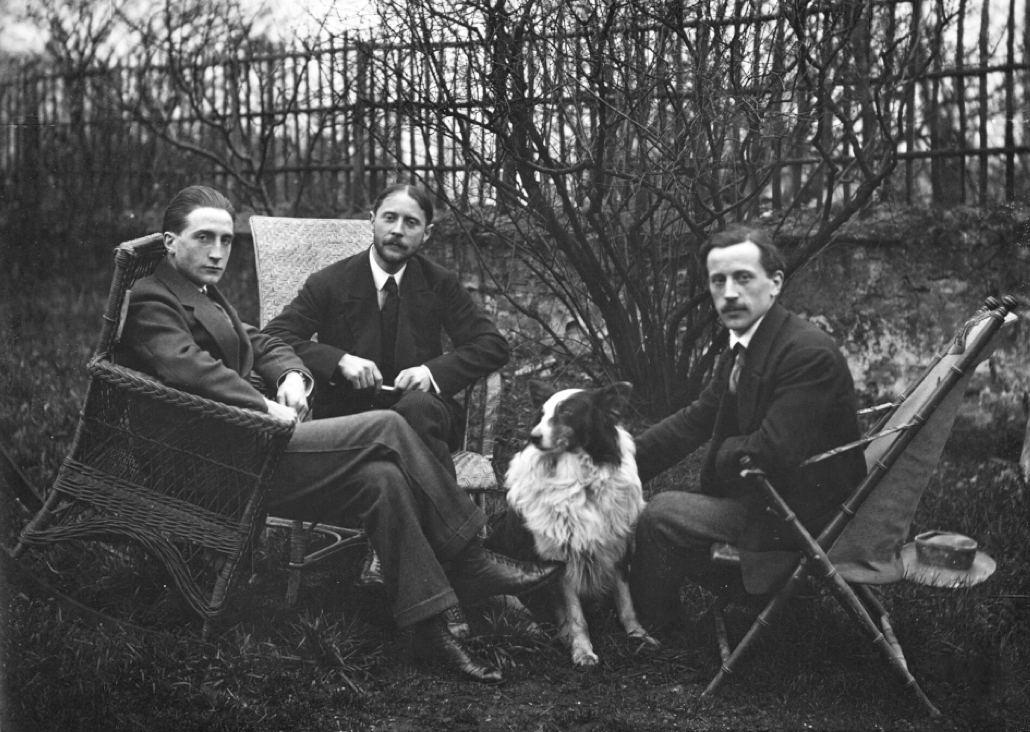
Bracia Marcel Duchamp, Jacques Villon i Raymond Duchamp-Villon w ogrodzie Jacques’a Villona w Puteaux, fotografia z ok. 1913, Archives of American Art

Zainteresowaniem zwiedzających cieszył się Akt schodzący po schodach nr 2 Marcela Duchampa. Obraz pod koniec wystawy zyskał taką sławę, że został kupiony (bez oglądania) przez Frederica Torreya, marszanda z Kalifornii. Płótno to wywołało też kpiny; pod tytułem „Jedzenie schodzące po schodach” („Food Descending a Staircase”) zostało pokazane na wystawie parodiującej najbardziej skandaliczne prace z Armory Show, działającej równolegle w Lighthouse School for the Blind, zaś periodyk American Art News oferował nagrody każdemu, kto był w stanie odnaleźć akt w obrazie. Oprócz Aktu schodzącego wystawiono dwa inne obrazy Duchampa: Król i królowa otoczeni przez szybkie akty i Portret szachistów. Podobny charakter miały obrazy Francisa Picabii: Tańce na wiosnę i Procesja w Sewilli. Zostały one namalowane, podobnie jak obrazy Duchampa przy zastosowaniu metody fragmentacji. Obaj artyści wkrótce po wystawie rozpoczęli dadaistyczne eksperymenty, najpierw we Francji, a następnie w Nowym Jorku, gdzie zostali przyjęci ciepło dzięki reputacji zdobytej przez nich wcześniej na Armory Show.
W galerii I znalazły się też trzy obrazy Braque’a, w tym: Mozart Kubelick (opisany przez magazyn World jako „portret [skrzypka] Kubelika grającego mozartowski ragtime”) i pejzaż fowistyczny Port w Antwerpii z 1906 roku. Picasso, z pięcioma obrazami i jedną rzeźbą w galerii I, przeszedł niespodziewanie niezauważony przez prasę. Organizatorom Armory Show zarzucano podział jego obrazów, ale głównym problemem wydawał się właściwy ich wybór na wystawę. Najbardziej wyróżniały się: obraz Kobieta ze słoikiem musztardy i rzeźba Głowa kobiety.
Marcel Duchamp, Raymond Duchamp-Villon i Jacques Villon byli jedynymi współczesnymi artystami, których krótkie noty biograficzne znalazły się na Armory Show. Fotografia braci została również dołączona do katalogu wystawowego, a ich zdjęcia w rodzinnym ogrodzie w Puteaux były jedynymi zdjęciami artystów europejskich rozpowszechnianymi przez AAPS w gazetach i innych wydawnictwach. Nadanie braciom rozgłosu w prasie jako rodzinie awangardowych artystów stało się przypuszczalnie powodem bezprecedensowej sprzedaży ich dzieł; sprzedano obrazy i jego jeden szkic Marcela Duchampa, rzeźby Raymonda Duchamp-Villona i osiem z dziewięciu prac Jacques’a Villona. Wiele spośród obrazów braci Duchampa i Picabii, wybranych do Armory Show przez Kuhna i Daviesa, było po raz pierwszy zaprezentowanych na wystawie Section d’Or w Paryżu w październiku 1912 roku.
Davies i Kuhn planowali początkowo wystawienie na Armory Show dzieł włoskich futurystów: Gino Severiniego, Carlo Carrà i innych. Futuryści uważali jednak, że amerykańska wystawa spowodowałoby zamieszanie odnośnie do różnic pomiędzy kubizmem a futuryzmem i wybrali pokaz swoich prac oddzielnie, na wystawie europejskiej, odbywającej się równolegle z Armory Show.

### Gallery J: French Paintings, Watercolors and Drawings
Galerie J i K zostały zdominowane przez prace Odilona Redona, którego Kuhn i Davies spotykali w Europie i postanowili zaprezentować jego dorobek na Armory Show. Choć prace Redona były wystawiane już w 1904 roku na Salonie Jesiennym, to w Stanach Zjednoczonych był on jednak nadal nieznany. Około 38 prac Redona znalazło się w Galerii J; były to przede wszystkim jego późniejsze prace, wskazujące na przesunięcie zainteresowań artysty w kierunku pasteli i obrazów olejnych. Kolekcjonerka Lillie P. Bliss zakupiła dwa jego obrazy, Rogera i Angelikę i Ciszę (oba są obecnie w zbiorach Museum of Modern Art). Symbolistyczne postacie i pejzaże Redona przypominały wiele prac Daviesa, co mogło być jednym powodów, dla których zdecydował się on na wystawienie ich w Armory Show. Prace Redona spotkały się z dobrym przyjęciem, tak ze strony krytyków, jak i kupujących.
Obok nich w Galerii J znalazła się też duża liczba rysunków innego symbolisty, Pierre’a Puvisa de Chavannes’a oraz prace portugalskiego malarza Amadeo de Souza-Cardoso. Choć ten ostatni był artystą stosunkowo mało znanym, sprzedano siedem jego prac.

### Gallery K: French and American Watercolors, Drawings, etc.
Kilka prac Odilona Redona znalazło się również w galerii K. Prawie wszystkie jego prace wystawiane na Armory Show były litografiami i akwafortami wykonanymi w latach 80. i 90. Trzy portrety odzwierciedlały jego współpracę z nabistami: Maurice’em Denisem, Pierre’em Bonnardem i Édouardem Vuillardem. Przykładami obszernej twórczości Redona jako ilustratora książek były litografie z cyklów Sny i Kuszenie świętego Antoniego, natomiast eksploracji mitologicznych: Uwięziony Pegaz i Wąż zwieńczony aureolą. Dopełnieniem prac Redona były dzieła Edvarda Muncha, których obecność zapewnił Kuhn po wystawie Sonderbund. Uwagę zwracały litografie: Madonna i Wampir (obie z lat 1895–1902) oraz drzeworyt Pocałunek (1897–1902). Akwarelowa seria Johna Marina przedstawiająca budynki Manhattanu przyciągnęła więcej uwagi niż dzieła jakiegokolwiek innego amerykańskiego artysty na Armory Show. Z serii tej wyróżniał się cykl Woolworth Building, mający za temat niedawno ukończony wysokościowiec Woolwortha, najwyższy budynek na świecie w latach 1913–1930. Niektóre z prac Marina pojawiły się w galerii Stieglitza w dniach od 20 stycznia do 15 lutego, tuż przed Armory Show. Akcentowanie przez Marina pejzażu miejskiego znalazło odzew w twórczości architekta Oscara Bluemnera, który w 1912 roku zajął się malarstwem; przykładem jest tu akwarela Rzeka Harlem (1912), mająca za temat budynki przemysłowe. Inne amerykańskie obrazy w galerii K, to Pejzaż Charlesa Sheelera, zapowiadający precyzjonizm oraz Babe La Tour i Muzyk Stuarta Davisa.

### Gallery L: American Watercolors, Drawings, etc
W galerii L znalazła się amerykańska grafika, w tym akwarele, rysunki, pastele i akwaforty. Pokazano tu też dorobek ilustratorski artystów Ashcan School, z których niemal wszyscy (oprócz Everetta Shinna), w różnym stopniu, zaangażowani byli w przygotowanie i zorganizowanie Armory Show.
Prace George’a Bellowsa, znajdujące się w galerii L, były przykładem jego trwałego zainteresowanie wszelkimi formami rozrywki publicznej. Bellows, kultywujący swój wizerunek wzorcowego sportowca, przedstawiał nie tylko kontrowersyjne walki bokserskie, widoczne na rysunkach Mistrz świata wagi lekkiej i Pomiędzy rundami, ale także areny cyrkowe i boiska do gry w polo. Polo w Lakefield odzwierciedlające jego bezkrytyczne uznanie dla wszelkich form społecznościowego sportu. Choć artysta był ściśle związany z magazynem The Masses i uczył w anarchistycznej Ferrer School, został też przyjęty w 1913 roku jako pełnoprawny akademik do National Academy of Design. Prace Johna Frencha Sloana były prawdopodobnie najbardziej zaangażowane politycznie ze wszystkich malarzy Ashcan School, choć jego decyzja malowania motywów zaczerpniętych z Lower East Side była tyleż próbą przekroczenia swoich barier klasowych, co przedstawieniem niesprawiedliwości społecznej. Akwaforta Nocne okna Sloana ukazywała zwykłe nieuchronności charakteryzujące życie w mieście, podkreślając nieskrywaną zmysłowość i dyspozycyjność kobiecych ciał i traktując widza i mężczyznę siedzącego na dachu jako podglądaczy. Inna akwaforta, Dziewczyna i żebrak przedstawiała dwa ciemne „typy” z miasta, prostytutkę i żebraka, oboje z rozstawionymi nonszalancko nogami, ich jedynym środkiem przetrwania ekonomicznego. Przedstawianie przez Sloana prostytucji jako zjawiska raczej ekonomicznego, niż moralnego kontrastowało z Białą niewolnicą Abastenii St. Leger Eberle, która podkreśliła w swoim dziele dominację i deprawację handlarzy żywym towarem. W kolejnej swojej akwaforcie Kupiec obrazów Sloan ukazał również samoświadome spojrzenie na zjawisko uzależnienia artysty od dealera, który, jak William Macbeth, miał promować i sprzedawać jego prace. Sloan, jeden z członków założycieli socjalistycznego magazynu The Masses, wraz z Artem Youngiem, Glennem O. Colemanem i Maurice’em Beckerem zajmował się rekrutowaniem innych artystów, takich jak George Luks, George Bellows, Stuart Davis, Boardman Robinson i Henry Glintenkamp do współpracy z ich magazynem. Wszyscy ci artyści uczestniczyli również w Armory Show. Prace Davisa, podobnie jak Sloana, przedstawiały niekonwencjonalne wizerunki kobiet z klasy robotniczej oraz temat seksualności. George Luks i Maurice Becker, choć znani z ostrej publicystyki społecznej, na wystawie byli reprezentowani poprzez szkice zwierząt. Do czasu Armory Show znacząca grupa malarzy, rzeźbiarzy i ilustratorów traktowała miasto jako motyw swych prac. Niektórzy z nich byli pod wpływem filozofii Henriego, ale często artyści ci rozwijali zainteresowanie miejskim pejzażem na własną rękę. Edith Dimock w obrazie Dziewczyny w zakładzie wyzyskującym siłę roboczą na wsi (w galerii K) była przykładem młodszych, mniej znanych artystów malujących w tradycji Ashcan School w czasie Armory Show. Dimock, żona Williama Glackensa, bliska współpracownica Henriego, Sloana, Jerome’a i Ethel Myers, należała do tych amerykańskich artystów na Armory Show, którzy odnieśli największy sukces komercyjny; sprzedała wszystkie osiem swoich prac nadesłanych na wystawę.
Jerome Myers, ściśle zaangażowany w planowanie Armory Show, zanim spotkał Sloana i innych artystów Ashcan School, pracował przez lata we względnej samotności, malując motywy z Lower East Side. Wystawił on 15 niezidentyfikowanych rysunków w galerii L i dwa obrazy w Galerii N. Eugene Higgins, inny artysta, który pracował niezależnie od Ashcan School, podkreślał ubóstwo i cierpienie przedstawianych przez siebie postaci, jak na rysunku Skazani i straż, czy w obrazach Utrudzeni i Głodni pod mostem (w galerii N), przedstawiających nędzną egzystencję miejskiej biedoty. W tym samym duchu utrzymana była akwaforta Dom czynszowy do rozbiórki Charlesa Henry’ego White’a, podczas gdy jego Rynek w Fulton oraz Nowy Jork w stanie rozwoju Franka Arthura Nankivella i William’s Street Paula Burlina akcentowały rozwój i przekształcanie miasta poprzez budowę wieżowców i mostów. Urozmaiceniem wśród komentarzy na temat życia w Nowym Jorku było studium postaci Półleżąca kobieta Arthura Bowena Daviesa. Elmer Livingston MacRae i Childe Hassam wystawili swoje pastele odzwierciedlające ich rejteradę z Nowego Jorku do kolonii artystycznej w Cos Cobb w Greenwich, w stanie Connecticut, odwiedzanej głównie przez amerykańskich impresjonistów i przeżywającej swój rozkwit w latach 1890–1920.

### Gallery M: American Paintings
Galeria M prezentowała szerokie spektrum amerykańskich stylów, począwszy od realizmu miejskiego (Infrastruktura kolejowa Leona Krolla), do alegorycznego aktu (Mądrość i przeznaczenie Henry’ego Kellera). Impresjonizm amerykański reprezentował między innymi Karl James Anderson, a postimpresjonizm – obraz Dom na wzgórzu pędzla Anne Goldthwaite namalowany pod wpływem Cézanne’a.
W galerii M znalazły się też dwa obrazy olejne Johna Frencha Sloana przedstawiające Lower East Side jako miejsce zarówno zmysłowe, jak i przytulne; Niedziela, kobiety suszące włosy i McSorley's Bar to znaczące przykłady twórczości Sloana przed Armory Show, ukazujące życie kobiet i mężczyzn z klasy robotniczej jako ludzi żwawych, beztroskich i lubiących sobie dogadzać. Obrazy olejne Sloana, mniej sarkastyczne, niż jego ilustracje wybrane do ekspozycji na Armory Show, odzwierciedlają jego zamysł, aby nie stać się jedynie propagandzistą.
Choć nadzieje Roberta Henriego związane z Armory Show, że na każdy sprzedany francuski obraz przypadnie jeden sprzedany amerykański, nie spełniły się, to niektórzy z młodszych amerykańskich artystów mogli mówić o sukcesie materialnym. Sprzedany został obraz Żaglówka, jedyny obraz Edwarda Hoppera na Armory Show i pierwszy sprzedany od wielu lat obraz tego artysty. Do twórców, którzy sprzedali najwięcej swoich prac na Armory Show, należał też stosunkowo mało znany Edward Adam Kramer. Wśród jego prac znalazły się senne, spokojne pejzaże: Świt, Medytacja, Ciche i skryte oraz Las, głębia i spokój.

### Gallery N: American Paintings and Sculpture

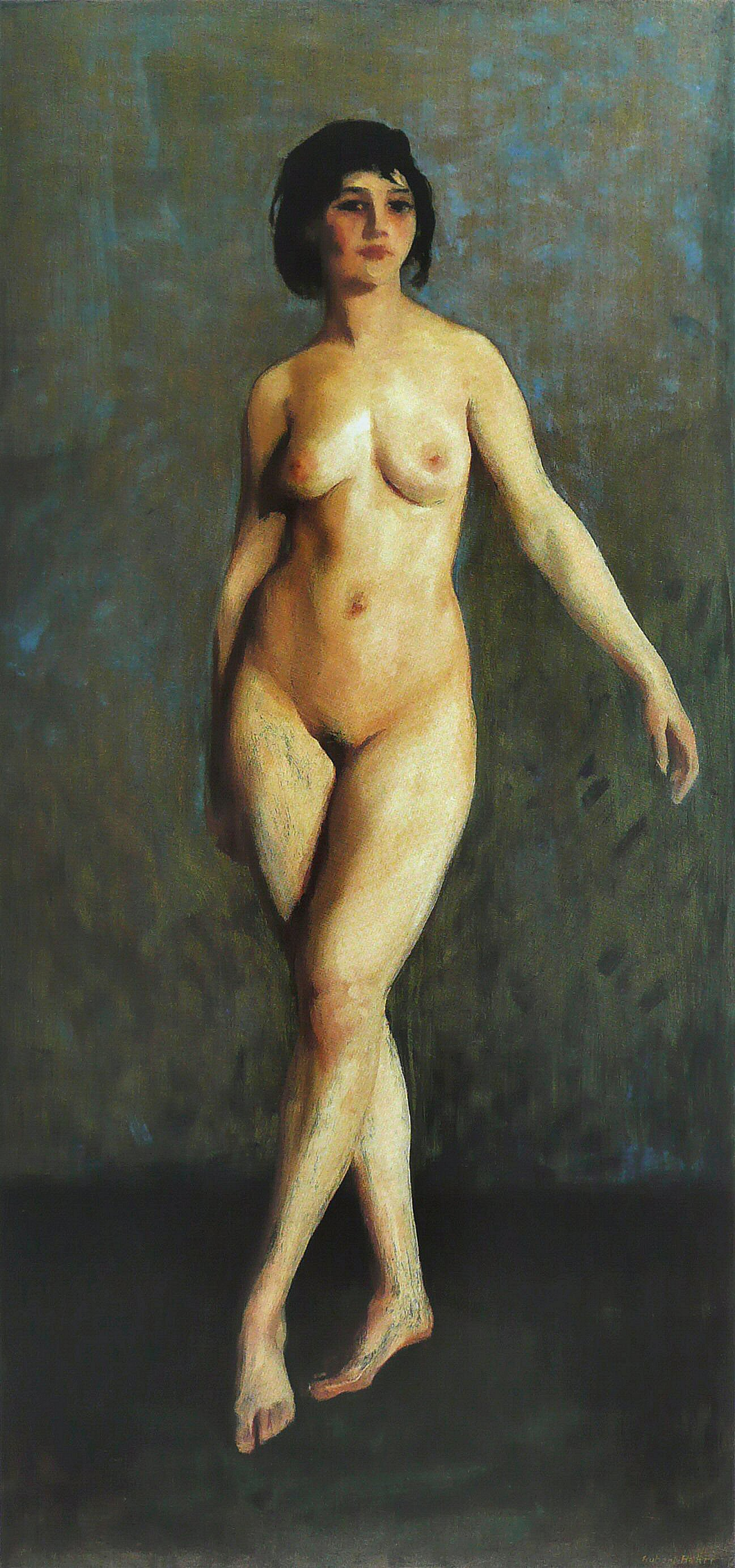
Robert Henri, Postać w ruchu, 1913, Terra Foundation for American Art, Daniel J. Terra Collection (nr kat. 835)

W Galerii N położonej w pobliżu wejścia do Armory Show, uwagę przyciągał jeden z najbardziej frapujących obrazów wystawy, Postać w ruchu Roberta Henriego, określony przez Williama Zoracha z okazji 50. rocznicy wystawy jako „fantastyczny, naturalnej wielkości akt stojący, najbardziej realistyczny i nudystyczny akt, jaki kiedykolwiek widziałem”. Płótno Henriego stanowiło osobliwy kontrast w stosunku do Aktu schodzącego po schodach Duchampa (galeria I). Podobnie jak Degas, Henri długo studiował ruchy tancerzy i był znany jako wielbiciel Isadory Duncan. Zarówno Duchamp i Henri korzystali z fotograficznych studiów ruchu, które pojawiły się na przełomie XIX i XX wieku. Obraz Henriego przypomina zdjęcia sekwencyjne z Animal Locomotion Eadwearda MuyBridge’a, opublikowane po raz pierwszy w 1891 roku, a obraz Duchampa – chronofotografie Étienne’a-Jules’a Mareya.
Henriemu nie były obce ani obojętne dokonania europejskich modernistów. W ramach swojej pracy pedagogicznej w Art Student's League i Ferrer School Henri dawał swoim uczniom jako przykład reprodukcje prac Maneta, Edgara Degasa, van Gogha, Gauguina, Cézanne’a, Renoira i Whistlera. Jeszcze przed Armory Show chwalił również obrazy Matisse’a. W 1912 roku stał się orędownikiem sztuki Maxa Webera, zachęcał swoich uczniów do studiowania jego prac wystawionych w Murray Hill Galleries. Kiedy jesienią 1912 roku odwiedził w Paryżu studio Gertrude Stein i Salon Jesienny był zaskoczony dziełami kubizmu.
W 1909 roku Henri otworzył własną szkołę, Henri School of Art. Wśród nowo przyjętych znaleźli się Andrew Dasburg, Morgan Russell, Stuart Davis i Patrick Henry Bruce; wszyscy oni wystawiali swoje prace na Armory Show. Henri, po tym jak został zmuszony do zamknięcia własnej szkoły, uczył w finansowanej przez anarchistkę Emmę Goldman Ferrer School, gdzie jednymi z jego pierwszych uczniów byli Samuel Halpert i Man Ray.
Przykładami amerykańskiego fowizmu były Studium dziewczyny Mortona Schamberga i Jesień Alfreda Henry’ego Maurera. Maurer, który asystował Kuhnowi i Daviesowi, kiedy ci w Paryżu wybierali dzieła na Armory Show, wystawiał w galerii 291 Alfreda Stieglitza wraz z innymi członkami New Society of American Artists, wziął też udział we wspólnej wystawie z Johnem Marinem w 1909 roku. W styczniu 1912 roku jego prace pokazano także w nowojorskiej Folsom Gallery.
Inni artyści reprezentowani w tym dziale to między innymi: Gus Mager, twórca okładek dla New Yorker, znany z serii kreskówek „Sherlocko the Detective (obrazy olejne Tulipany i niebieskie flagi oraz Kwiaty), Guy Pène du Bois (Kaskada i Wnętrze) oraz William Glackens (Grono rodzinne i Żaglówki w blasku słońca). Rzeźby obecne w galerii N to: Popiersie dziecka (Victor Salvatore) i grupa trzech rzeźb z brązu Abastenii St. Leger Eberle: Dziewczyna siedząca, Dziewczyna stojąca i Skarby morza.

### Gallery O: French Paintings
W galerii O znalazły się prace francuskich impresjonistów i wczesnych postimpresjonistów, w tym Toulouse-Lautreca i Seurata. Obraz Mary Cassatt Dziecko w ciemnoniebieskim ubranku (Mère et enfant) wystawiono obok prac jej francuskich rówieśników: Maneta, Moneta, Degasa i Renoira. Przed Armory Show impresjonizm został uznany w National Academy of Design, częściowo z powodu prac The Ten, grupy amerykańskich artystów, którzy przyjęli techniki malarskie podobne do tych, jakie stosowali impresjoniści francuscy. Przed Armory Show zorganizowano w Nowym Jorku również kilka dużych wystaw francuskiego i amerykańskiego impresjonizmu. Przykłady francuskiego impresjonizmu zostały wybrane głównie ze zbiorów amerykańskich i z galerii Durand-Ruela w Nowym Jorku. Jedynie kolekcjonerzy Louisine Havemeyer i Albert Barnes uchylili się od wypożyczenia bardziej reprezentatywnych obrazów ze swych zbiorów. Prace Maneta podzielono pomiędzy trzy galerie: O, P i R. Pięć obrazów Moneta (wszystkie z galerii Durand-Ruela), powstało pomiędzy końcem lat 70. a początkiem 80. Efekt śniegu, Giverny jest przykładem dwóch znanych tematów zgłębianych przez Moneta. Degas był reprezentowany przez dwa pastele, w tym Po kąpieli i obraz olejny z jego serii przedstawiającej wyścigi konne. Algierska dziewczyna Renoira jest jednym z najpiękniejszych jego portretów, jakie wyszły spod ręki artysty.
Mary Cassatt prawdopodobnie nie wiedziała, że jej prace znalazły się na wystawie. Były to dwa obrazy zatytułowane Matka i dziecko (Mère et enfant): jeden z nich, to wspomniany wyżej obraz olejny, natomiast drugi, to akwarela w galerii J.

### Gallery P: French, English, Dutch and American Paintings
W galerii P umieszczono luźny zbiór obrazów różnych artystów, przede wszystkim francuskich impresjonistów i postimpresjonistów. Poza tym znalazły się tu obrazy amerykańskie, angielskie i holenderskie (Matthijs Maris).
Prace z okresu przed impresjonizmem reprezentowane były w znikomym stopniu, ponieważ okres ten nie był przedmiotem zainteresowania organizatorów wystawy. Pokazano ostatecznie dwa obrazy Honoré Daumiera, jeden Eugene’a Delacroix i jeden Gustave’a Courbeta. Najwcześniejszym artystą, reprezentowanym na Armory Show, był Francisco Goya (jedna miniatura).
Jedną z niezwykłych kolekcji na Armory Show były prace Alberta Pinkhama Rydera, który w późniejszych latach przerabiał wiele swoich wcześniej namalowanych obrazów, dążąc do ustanowienia prostoty wizji, którą podziwiali Arthur Bowen Davies i Marsden Hartley. Z dziesięciu wystawionych obrazów Rydera (więcej, niż miał którykolwiek z francuskich impresjonistów) uwagę zwracały świetliste, marynistyczne pejzaże: Zatoka w świetle księżyca i Marina w świetle księżyca.
Innym malarzem, zaprezentowanym na Armory Show jako wzorcowy amerykański modernista, był James McNeill Whistler (4 obrazy), znany z oskarżenia go przez Johna Ruskina o „chluśnięcie kubłem farby w twarz publiczności”. Choć Whistler zebrał w życiu dużo więcej pochwał, niż Ryder, jego akceptacja nie przyszła tak szybko i tak łatwo, jak w przypadku dwóch innych amerykańskich artystów, których nieobecność na Armory Show rzucała się w oczy: Williama Merritta Chase’a i Johna Singera Sargenta; pośmiertnie natomiast włączono prace Theodore’a Robinsona (5 obrazów) i Johna Henry’ego Twachtmana (2 obrazy).
Frapująca wystawa obrazów Henriego Rousseau doszła do skutku głównie dzięki hojności kolegi artysty, Maxa Webera. Sam Weber nie wziął udziału w wystawie, ponieważ nie odpowiadała mu polityka wystawowa dwóch obrazów, która, jak się wydawało, była standardem w stosunku do wielu amerykańskich artystów. Weber zamierzał pokazać nie mniej niż sześć obrazów, a zdaniem niektórych chciał mieć całe pomieszczenie tylko dla siebie. W tej sytuacji zamiast własnych prac wypożyczył organizatorom Armory Show sześć obrazów olejnych i jeden rysunek Rousseau; wśród obrazów znalazły między innymi Stulecie rewolucji i Koń zaatakowany przez jaguara.

### Gallery Q: French Paintings

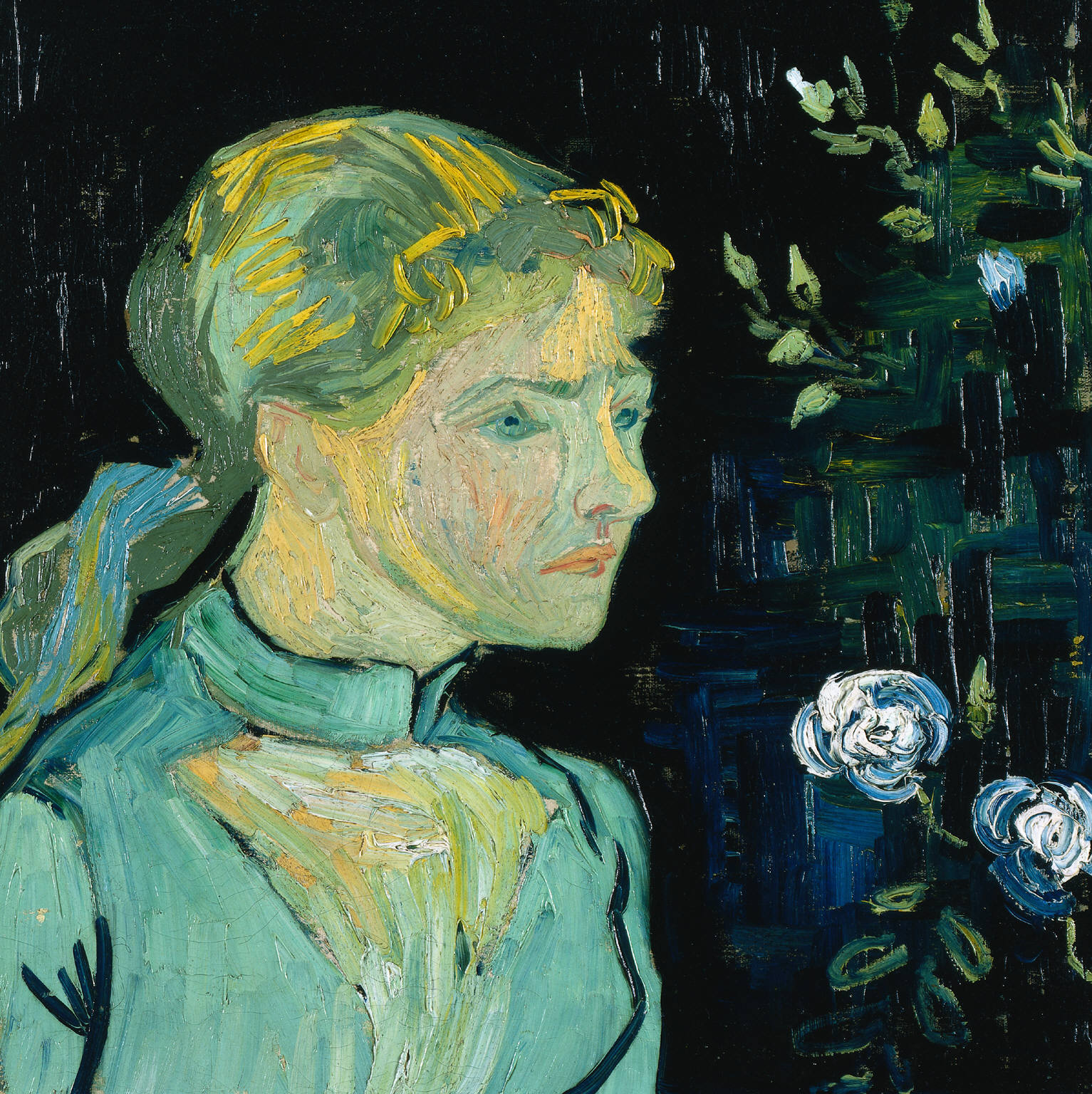
Vincent van Gogh, Portret Adeline Ravoux, 1890, Cleveland Museum of Art, (nr kat. 1047)

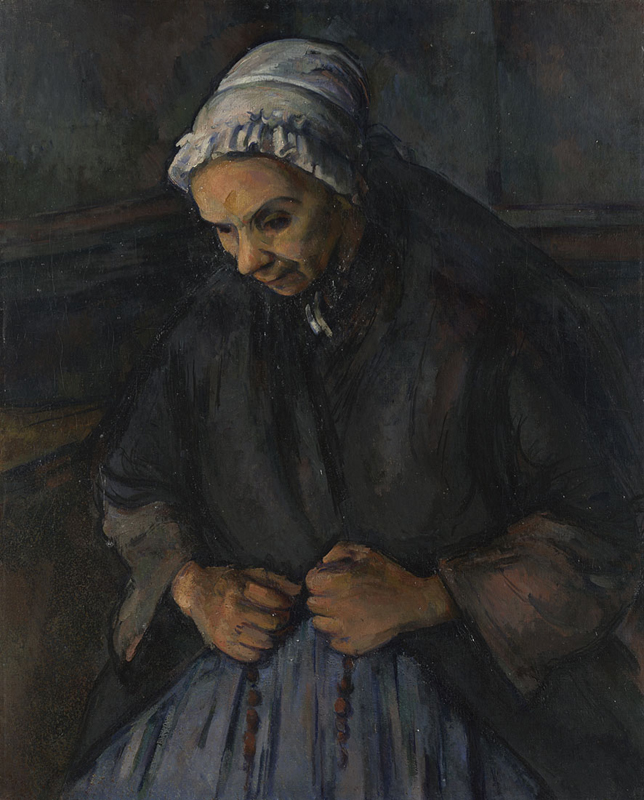
Paul Cézanne, Staruszka z różańcem, 1895–1896, National Gallery w Londynie

W galerii Q znalazły się prace dwóch uznanych liderów postimpresjonizmu, Paula Cézanne’a i Vincenta van Gogha. Choć AAPS dołączyło krótką broszurkę nt. Cézanne’a, to wielu krytyków uważało, iż dwaj ważni mistrzowie i autorzy przewrotu w sztuce, Cézanne i van Gogh, nie byli należycie reprezentowani na Armory Show, zarówno jeśli chodzi o ilość, jak i jakość wystawionych obrazów.
Kilka obrazów wyróżniało się jednak spośród pozostałych. Staruszka z różańcem była być może jednym z najbardziej godnych zapamiętania dzieł z Armory Show; amerykański malarz Paul Burlin pięćdziesiąt lat później stwierdził, iż obraz ten był jedynym, który zapamiętał.
Na pozostałe prace Cézanne’a wystawione na Armory Show składały się: autoportrety i portrety Madame Cézanne oraz prace studialne jak Żniwiarze i Cztery kapiące się, stanowiące przykłady geometrycznej harmonii w sztuce Cézanne’a. Cézanne był długo ignorowany przez amerykańskich kolekcjonerów i krytyków sztuki. Pierwszym amerykańskim muzeum, które doceniło jego prace, było Metropolitan Museum of Art; z Alfreda Stieglitz i Walter Pach rekomendowali muzeum zorganizowanie wystawy jego prac, a zarząd placówki podjął decyzję o zakupie jednej z nich, Domeny św. Józefa, zwanej wówczas Wzgórzem biedaków ((Colline des Pauvres). Był to pierwszy obraz Cézanne’a, jaki znalazł się w amerykańskich muzeach i zarazem najdroższy spośród obrazów, które sprzedano na wystawie (6700 dolarów).
Prace Van Gogha, podobnie, jak Cézanne’a i Gauguina, nie były dotychczas znane Amerykanom. Wiele z obrazów Van Gogha obecnych na wystawie pochodziło z okresu jego hospitalizacji w szpitalu w Saint-Rémy-de-Provence w latach 1889–1890. Wśród nich były: Góry w Saint-Remy z ciemną chatą i Gaj oliwny: bladoniebieskie niebo.
Duża liczba obrazów van Gogha na wystawie (18) była efektem postimpresjonistycznej wystawy Sonderbund w Kolonii w 1912 roku, na której pokazano 16 prac artysty. Pod wrażeniem wystawy był zarówno Walt Kuhn, jak i malarka Katherine Sophie Dreier, która odwiedziła kolońską wystawę podczas swojej podróży do Holandii, w trakcie której spotkała jedną z sióstr van Gogha, a ze sporządzonych wówczas notatek napisała biografię artysty. Zakupiony na wystawie Sonderbund obraz van Gogha, Portret Adeline Ravoux wypożyczyła dla Armory Show. Sama wystawiła na Armory Show dwa swoje obrazy, Aleja w Holandii i Błękitne naczynie (oba w galerii F).

### Gallery R: French, English and Swiss Paintings

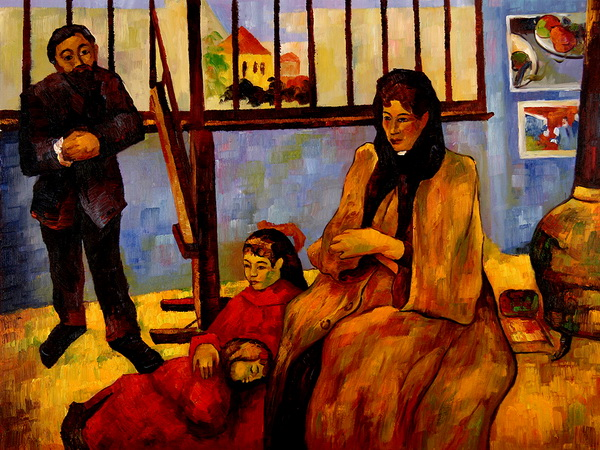
Paul Gauguin, Rodzina Schuffeneckerów, 1889, Musée d’Orsay (nr kat. 182)

Choć wiele z obrazów wystawionych na Armory Show pochodziło z drugiej wystawy postimpresjonistów w Londynie, to do Nowego Jorku nie zaproszono żadnego z jej brytyjskich uczestników. Zamiast nich postimpresjonizm angielski reprezentował Augustus John, którego 11 prac wypożyczył John Quinn. Dzięki Quinnowi na wystawie znalazła się również duża liczba rysunków i kilka obrazów olejnych francuskiego symbolisty i muralisty Pierre’a Puvis de Chavannes’a, podziwianego przed przedstawicieli różnych stylów, między innymi: Paula Gauguina, Georges’a Seurata i Henriego de Toulouse-Lautreca.
Najwięcej krytycznych uwag wywołały tahitańskie obrazy Gauguina; wielu krytyków porównywało jego malarstwo z malarstwem Matisse’a, ale postrzegało prace Gauguina jako mniej zjadliwy prymitywizm. Akt błękitny Matisse’a, z podtytułem „Pamiątka z Biskiry”, kierował uwagę zwiedzających w stronę kolonialnej placówki Biskira we francuskiej bazie na Saharze, w Algierii. W porównaniu z płótnami Gauguina Słowa diabła i Faa Iheie Matisse w swoim obrazie był zdecydowanie mniej zainteresowany tworzeniem alegorycznego pejzażu czy podkreślaniem kulturowego prymitywizmu, a bardziej formalnym opracowaniem aktu.
Inne aspekty kariery Gauguina jako artysty były widoczne w jego wcześniejszych pracach, jak Rodzina Schuffeneckerów oraz w jego autobiograficznej relacji z podróży na Tahiti, zatytułowanej Noa Noa. Jej fragmenty zostały przetłumaczone przez Waltera Pacha i zamieszczone w broszurze sprzedawanej na wystawie. Gauguin opisał swoje dwa lata na Tahiti i podróż z francuskiego, kolonialnego miasta do wioski Maorysów, przedstawioną jako przejście od świadomości cywilizowanej do dzikiej.
Malarstwo szwajcarskie reprezentowały dwa obrazy Ferdinanda Hodlera.

## Artyści biorący udział w wystawie

### Artyści amerykańscy
- Robert Ingersoll Aitken
- Karl James Anderson
- Florence Howell Barclay
- George Grey Barnard
- Chester Beach
- Gifford Beal
- Maurice Becker
- Marion H. Beckett
- George Bellows
- Oscar Bluemner
- Guy Pène du Bois
- Solon Borglum
- Bessie Marsh Brewer
- Patrick Henry Bruce
- Paul Burlin
- Theodore Earl Butler
- Arthur Beecher Carles
- Mary Cassatt
- Oscar Cesare
- Robert Winthrop Chanler
- Nessa Cohen
- Charles Conder
- Kate Cory
- Arthur Crisp
- Leon Dabo
- Andrew Dasburg
- Jo Davidson
- Arthur Bowen Davies
- Charles Harold Davis
- Stuart Davis
- Edith Dimock
- Rudolph Dirks
- Katherine Sophie Dreier
- Abastenia St. Leger Eberle
- Mary Foote
- James Earle Fraser
- Sherry Edmundson Fry
- William Glackens
- Anne Goldthwaite
- Samuel Halpert
- Marsden Hartley
- Childe Hassam
- Robert Henri
- Eugene Higgins
- Charles Hopkinson
- Edward Hopper
- Grace Mott Johnson
- Leon Kroll
- Walt Kuhn
- Gaston Lachaise
- Ernest Lawson
- Jonas Lie
- George Luks
- Dodge MacKnight
- Elmer Livingston MacRae
- John Marin
- Gus Mager
- Edward Middleton Manigault
- Alfred Henry Maurer
- David Milne
- Kenneth Hayes Miller
- John Frederick Mowbray-Clarke
- Myra Musselman-Carr
- Ethel Myers
- Jerome Myers
- Elie Nadelman
- Frank Arthur Nankivell
- Walter Pach
- Josephine Paddock
- Agnes Pelton
- Maurice Brazil Prendergast
- May Wilson Preston
- Arthur Putnam
- William Rimmer
- Boardman Robinson
- Theodore Robinson
- Charles Cary Rumsey
- Morgan Russell
- Albert Pinkham Ryder
- Morton Schamberg
- Charles Sheeler
- John French Sloan
- Joseph Stella
- Henry Fitch Taylor
- Allen Tucker
- John Henry Twachtman
- Bessie Potter Vonnoh
- Abraham Walkowitz
- Julian Alden Weir
- Charles Henry White
- James McNeill Whistler
- Claggett Wilson
- Enid Yandell
- Mahonri Young
- Marguerite Zorach
- William Zorach[31]

### Artyści europejscy
- Alexander Archipenko
- Joseph Bernard
- Pierre Bonnard
- Antoine Bourdelle
- Constantin Brâncuși
- Georges Braque
- Charles Camoin
- Paul Cézanne
- Émilie Charmy
- Pierre Puvis de Chavannes
- Camille Corot
- Gustave Courbet
- Henri Edmond Cross
- Herbert Crowley
- Honoré Daumier
- Edgar Degas
- Eugène Delacroix
- Robert Delaunay
- Maurice Denis
- André Derain
- Henri Lucien Doucet
- Marcel Duchamp
- Raoul Dufy
- Jacob Epstein
- Jules Flandrin
- Roger de La Fresnaye
- Othon Friesz
- Paul Gauguin
- Phelan Gibb
- Albert Gleizes
- Vincent van Gogh
- Francisco Goya
- Ferdinand Hodler
- Nathaniel Hone młodszy
- Jean-Auguste-Dominique Ingres
- James Dickson Innes
- Augustus John
- Gwen John
- Manuel Hugué
- Wassily Kandinsky
- Ernst Ludwig Kirchner
- Marie Laurencin
- Henri de Toulouse-Lautrec
- Fernand Léger
- Wilhelm Lehmbruck
- Aristide Maillol
- Édouard Manet
- Henri Manguin
- Albert Marquet
- Jacqueline Marval
- Henri Matisse
- Claude Monet
- Adolphe Joseph Thomas Monticelli
- Edvard Munch
- Jules Pascin
- Francis Picabia
- Pablo Picasso
- Camille Pissarro
- James Pryde
- Odilon Redon
- Pierre-Auguste Renoir
- Auguste Rodin
- Jules Edouard Roiné
- Georges Rouault
- Henri Rousseau
- George William Russell
- Georges Seurat
- Walter Sickert
- Paul Signac
- Alfred Sisley
- Max Slevogt
- Amadeo de Souza-Cardoso
- Philip Wilson Steer
- Tobeen
- Félix Vallotton
- Raymond Duchamp-Villon
- Jacques Villon
- Maurice de Vlaminck
- Édouard Vuillard
- Jack Butler Yeats
- Eugeniusz Zak[31]

## Galeria

### Malarstwo europejskie

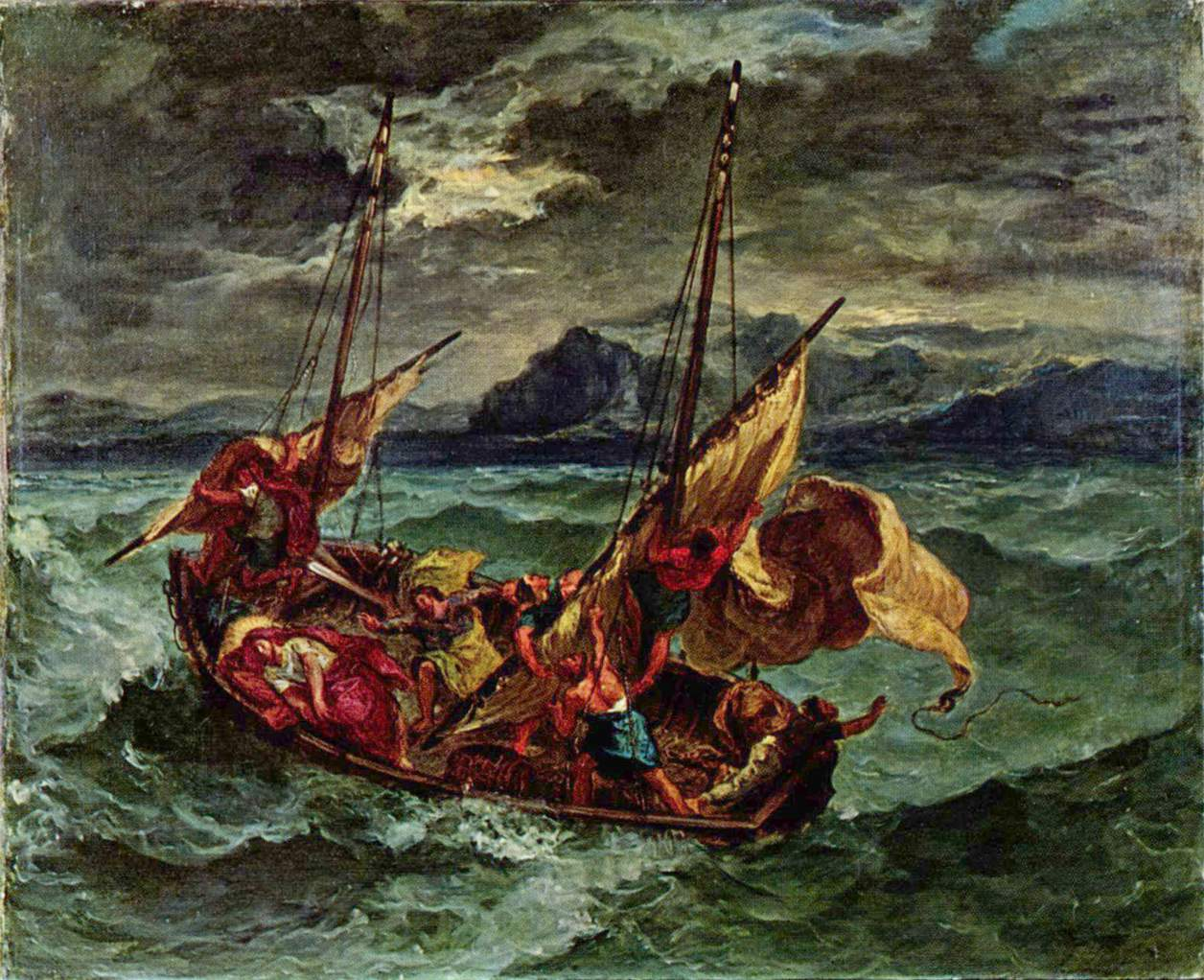
Eugène Delacroix, Jezus na jeziorze Genezaret, 1853, Walters Art Museum (nr kat. 1076)
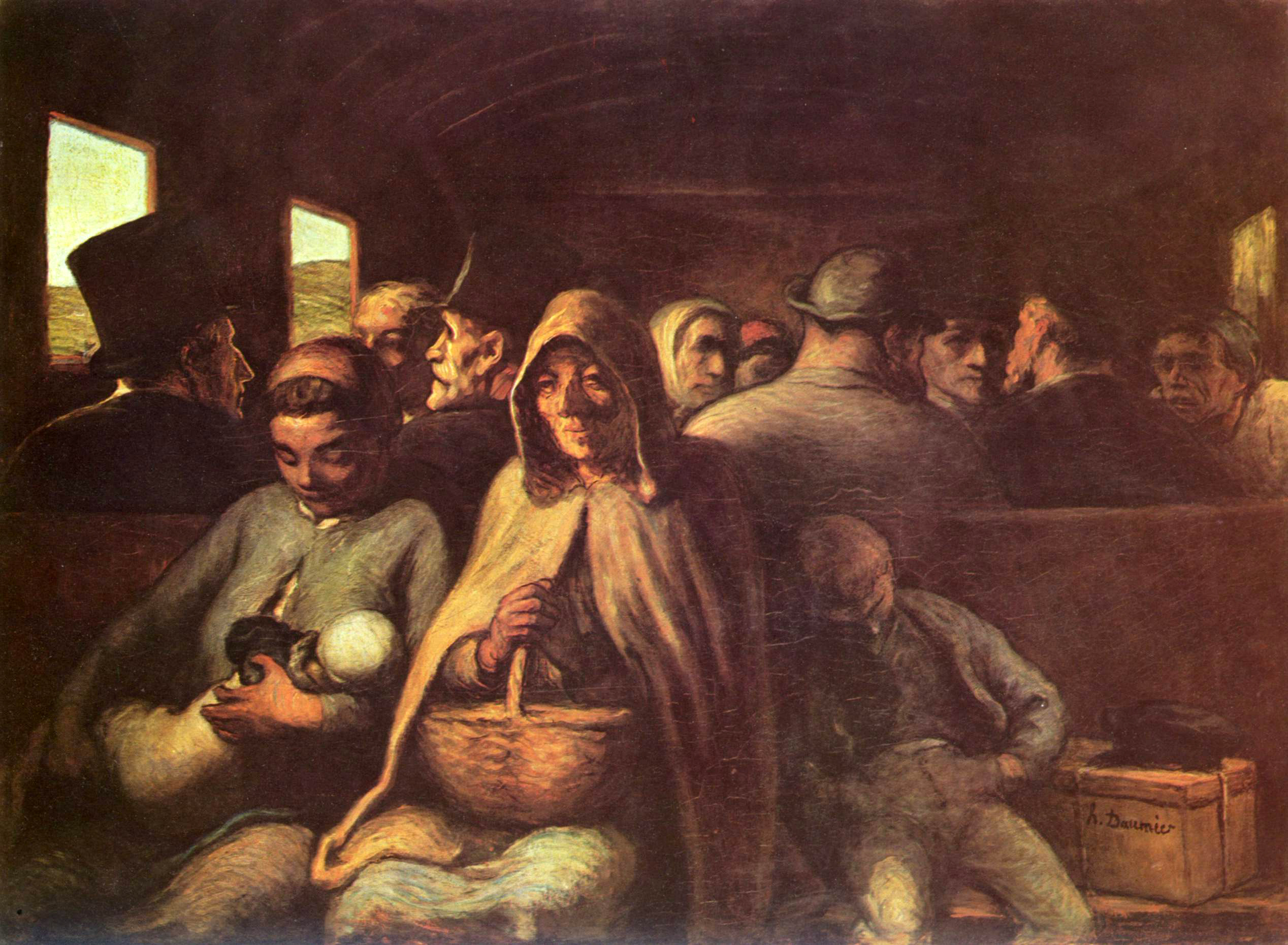
Honoré Daumier, Wagon trzeciej klasy, 1862–1864, National Gallery of Canada (nr kat. 596)
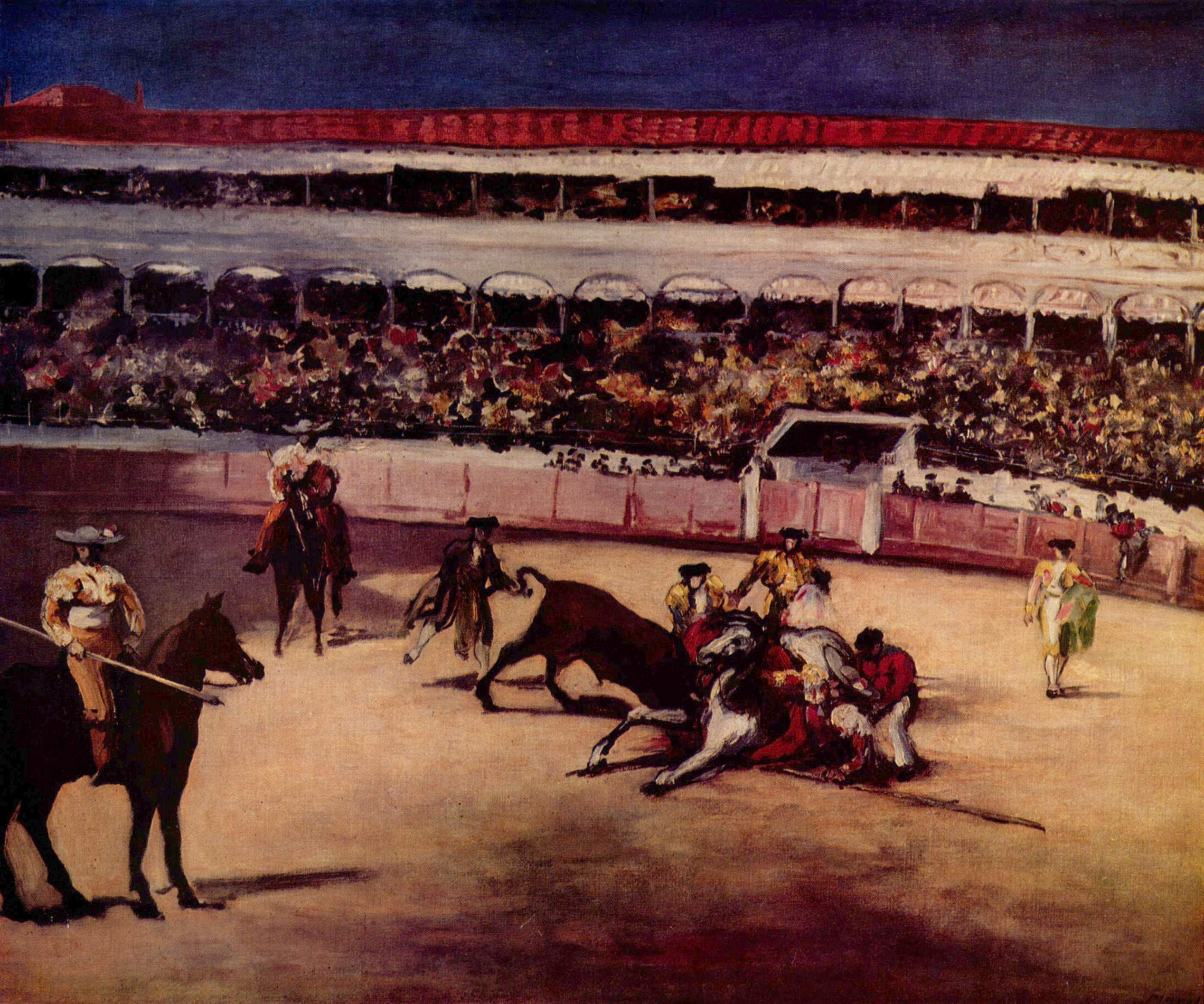
Édouard Manet, Walka byków, 1866, Musée d’Orsay
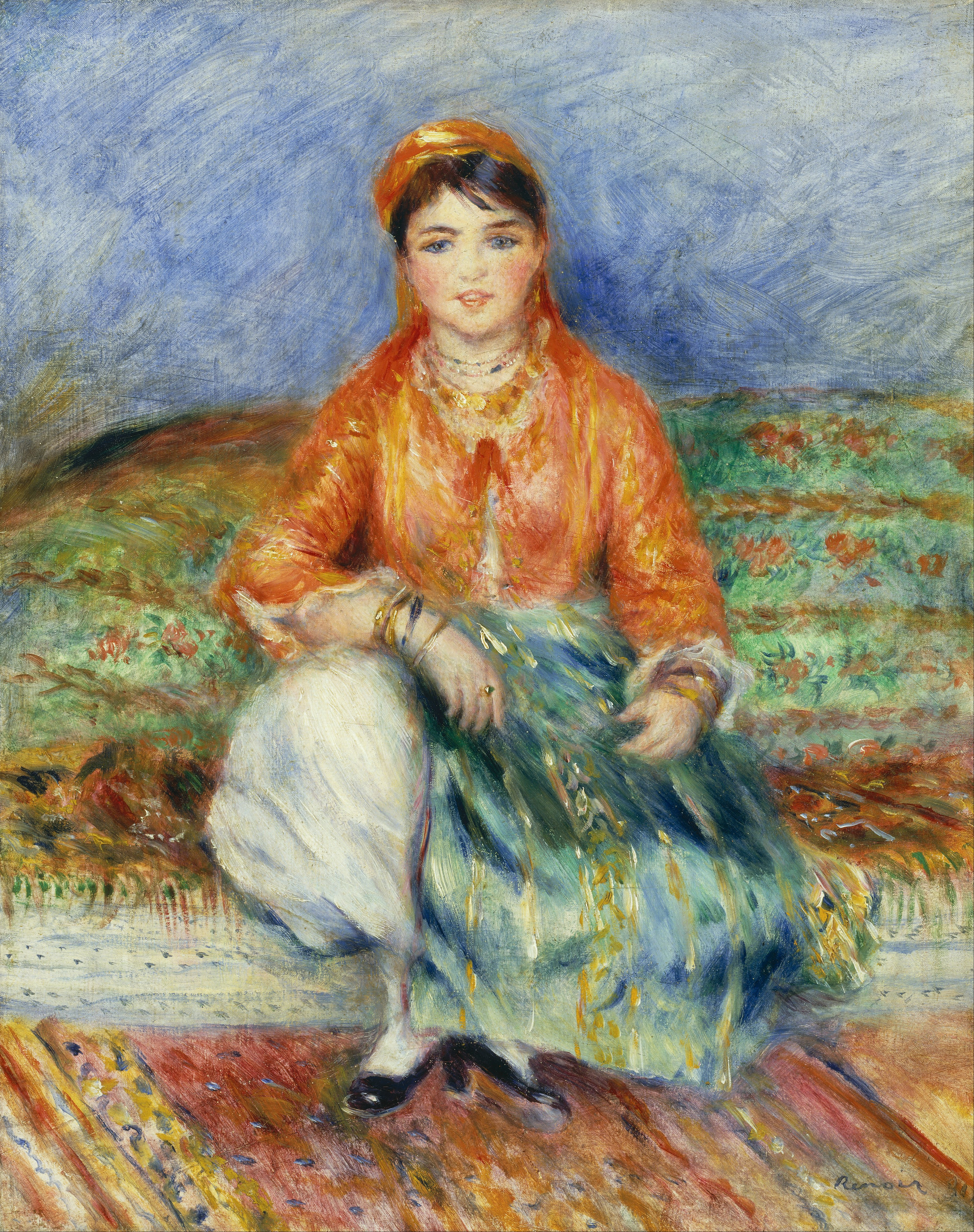
Auguste Renoir, Algierska dziewczyna, 1881, Museum of Fine Arts w Bostonie (nr kat. 503)
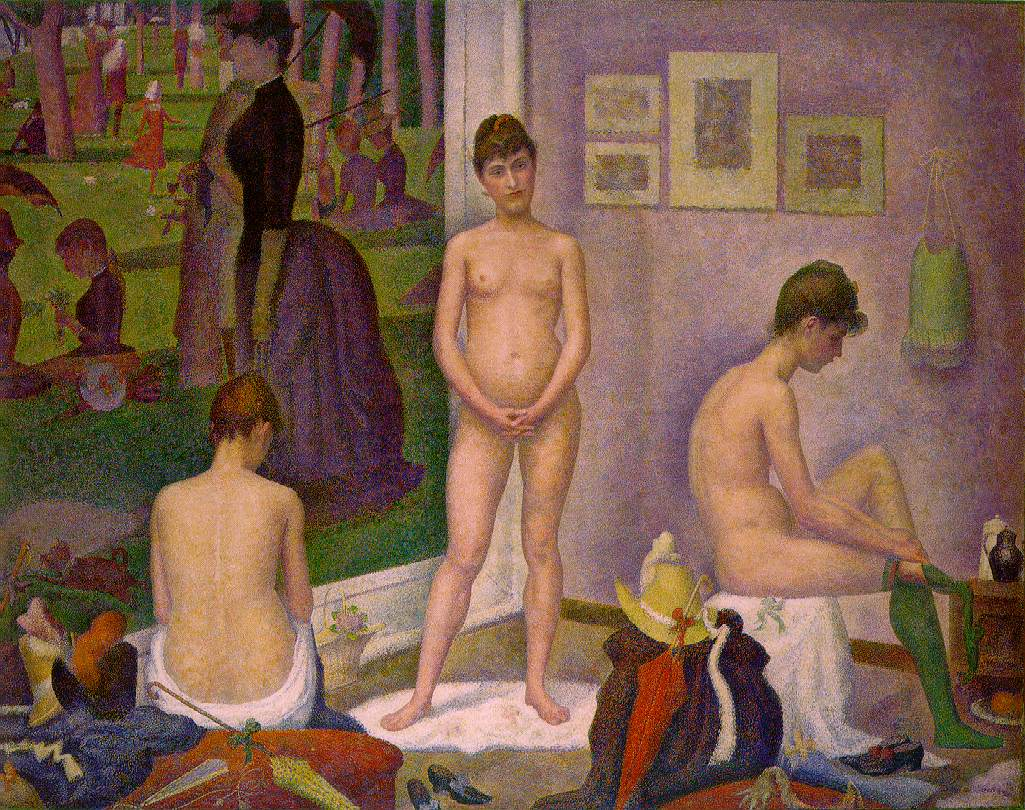
Georges Seurat, Pozujące, 1888, Barnes Foundation
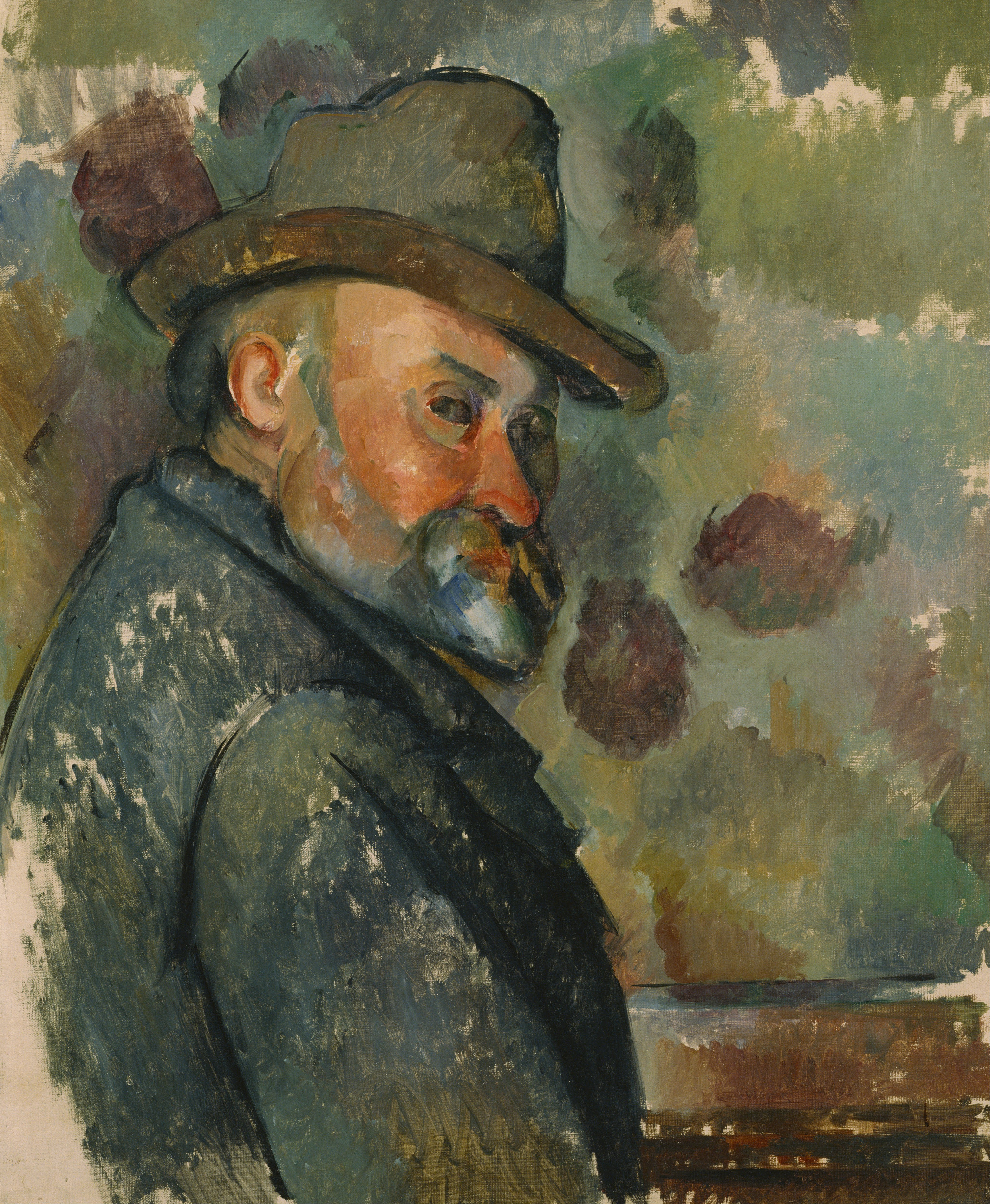
Paul Cézanne, Autoportret w kapeluszu, ok. 1894, Bridgestone Museum of Art
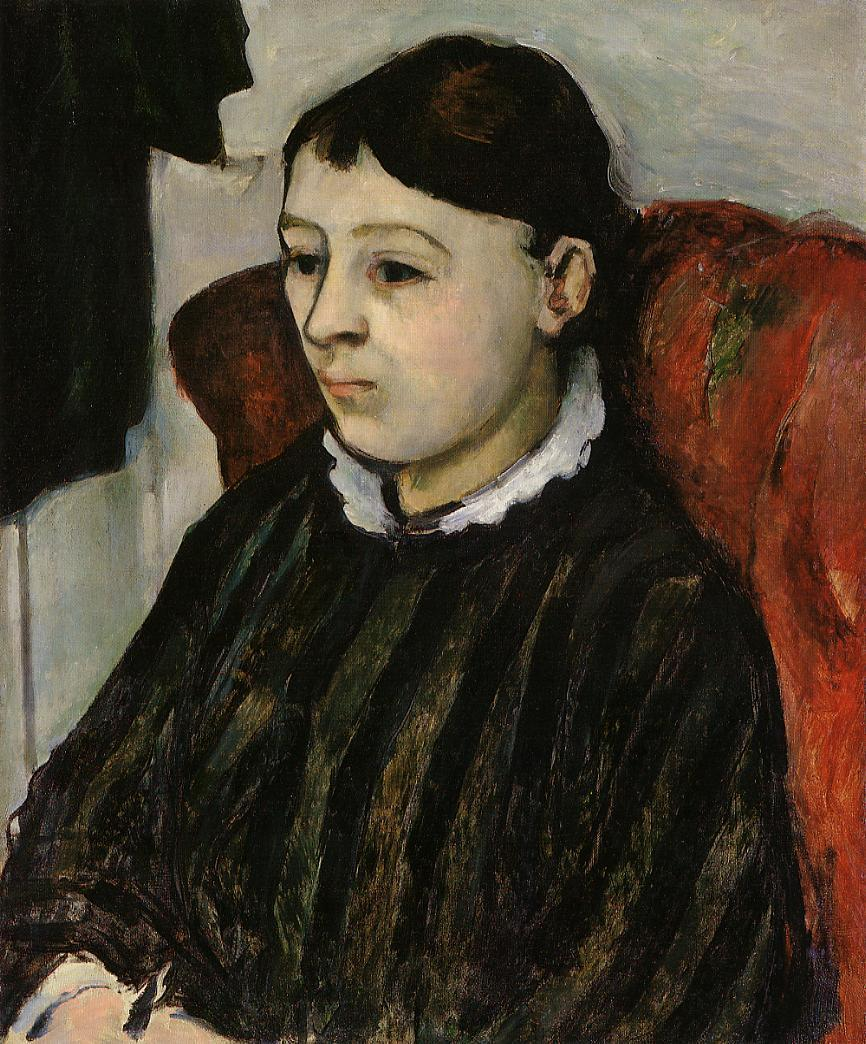
Paul Cézanne, Portret Madame Cézanne, 1877, Yokohama Museum of Art (nr kat. 1072)
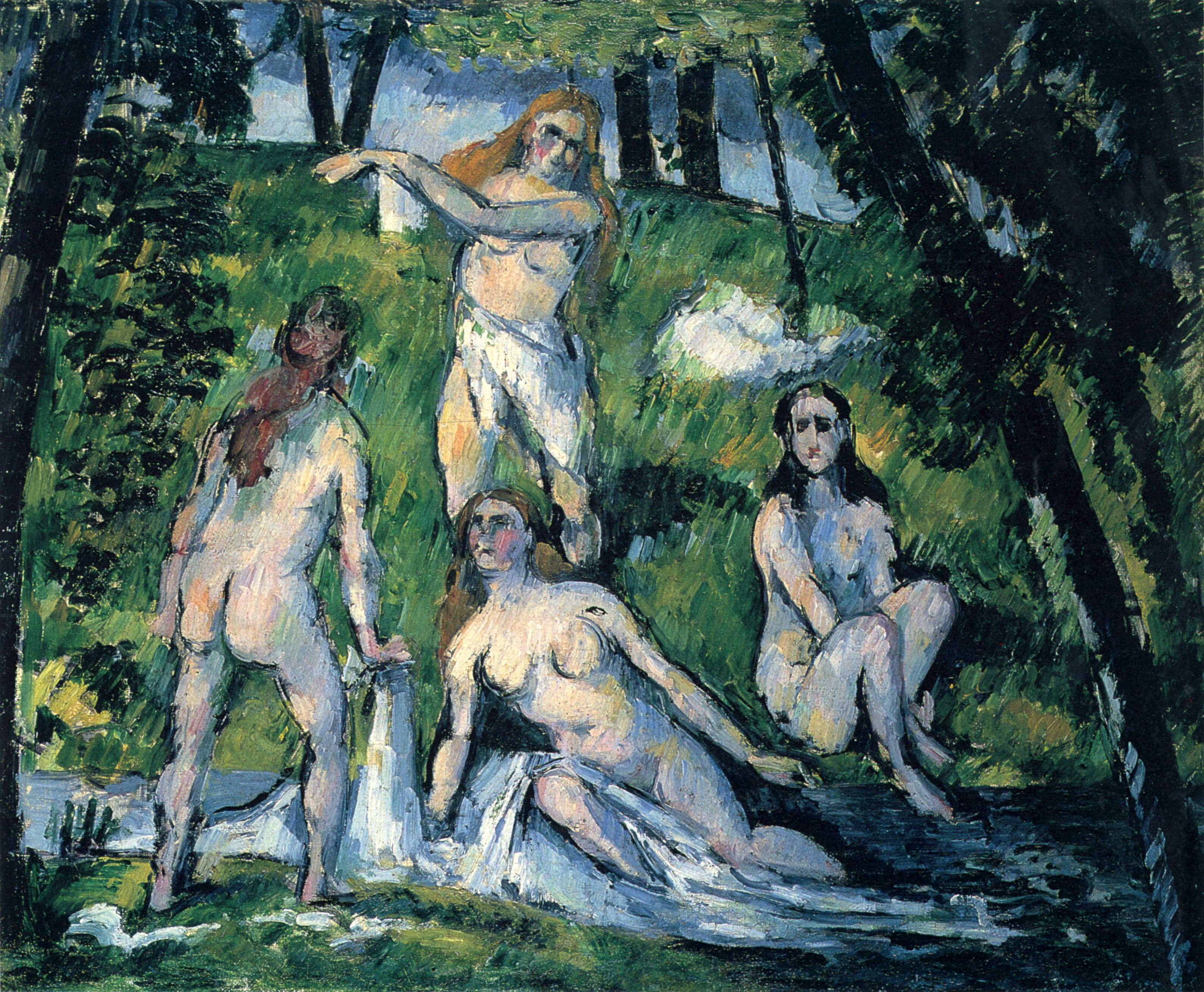
Paul Cézanne, Cztery kąpiące się, 1877–1878, kolekcja prywatna (nr kat. 216)
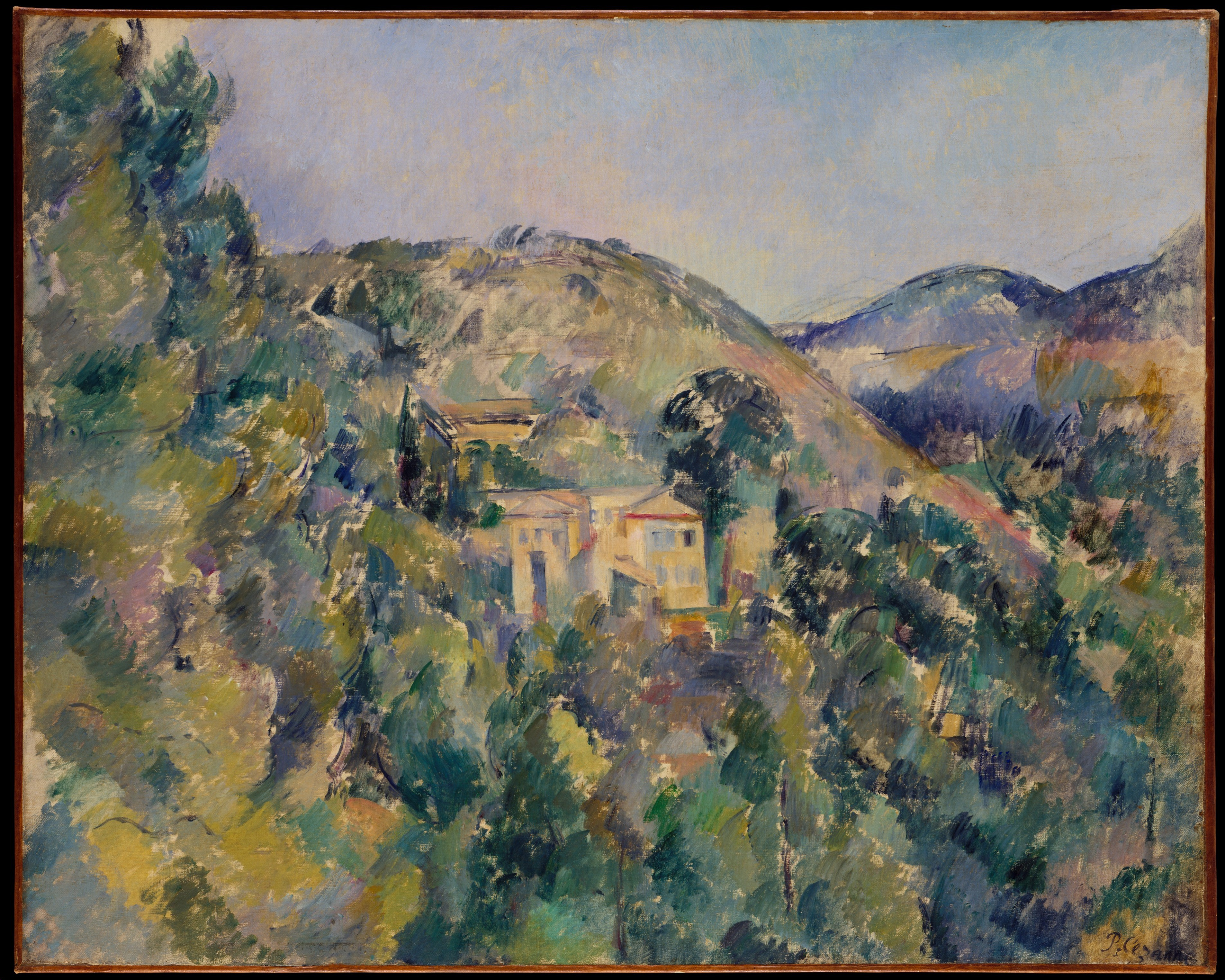
Paul Cézanne, Domena św. Józefa, ok. 1877, Metropolitan Museum of Art (nr kat. 217)
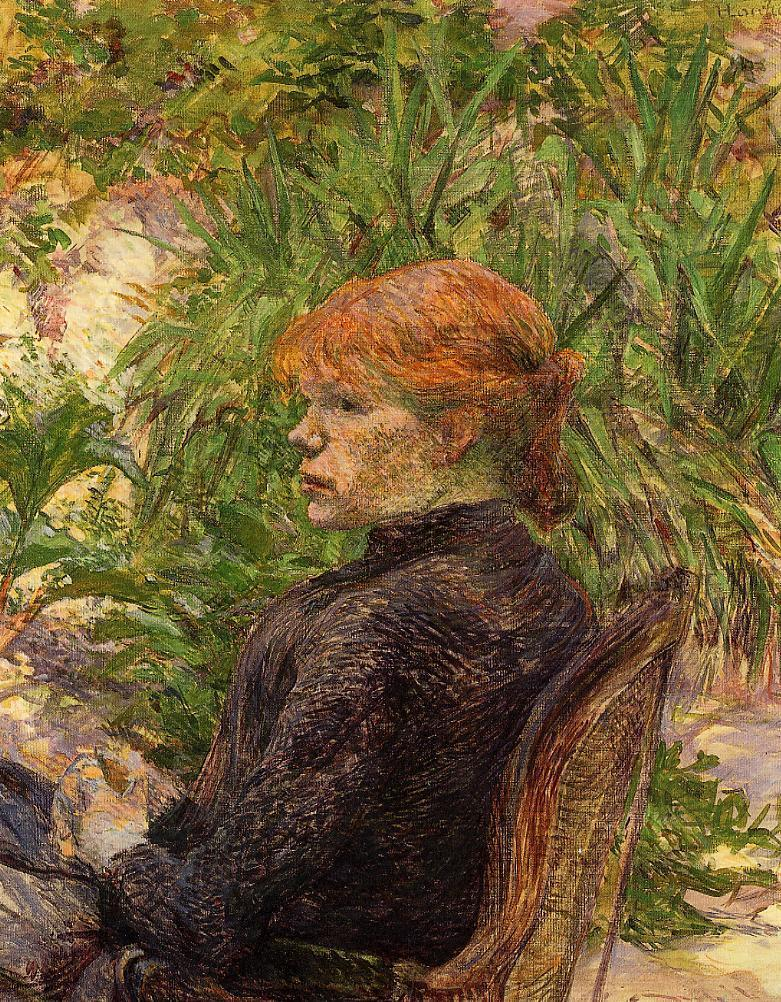
Henri de Toulouse-Lautrec, Rudowłosa kobieta siedząca w oranżerii, 1889, kolekcja prywatna (nr kat. 1062)
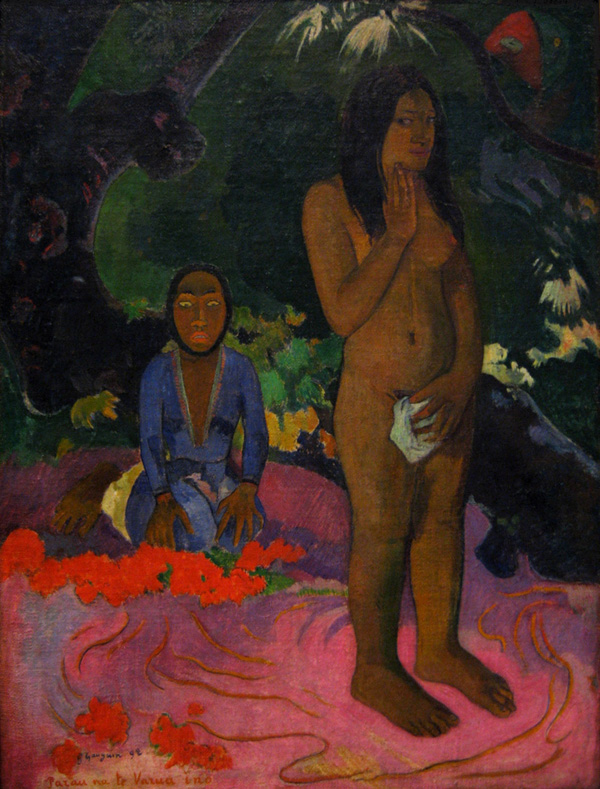
Paul Gauguin, Słowa diabła, 1892, National Gallery of Art
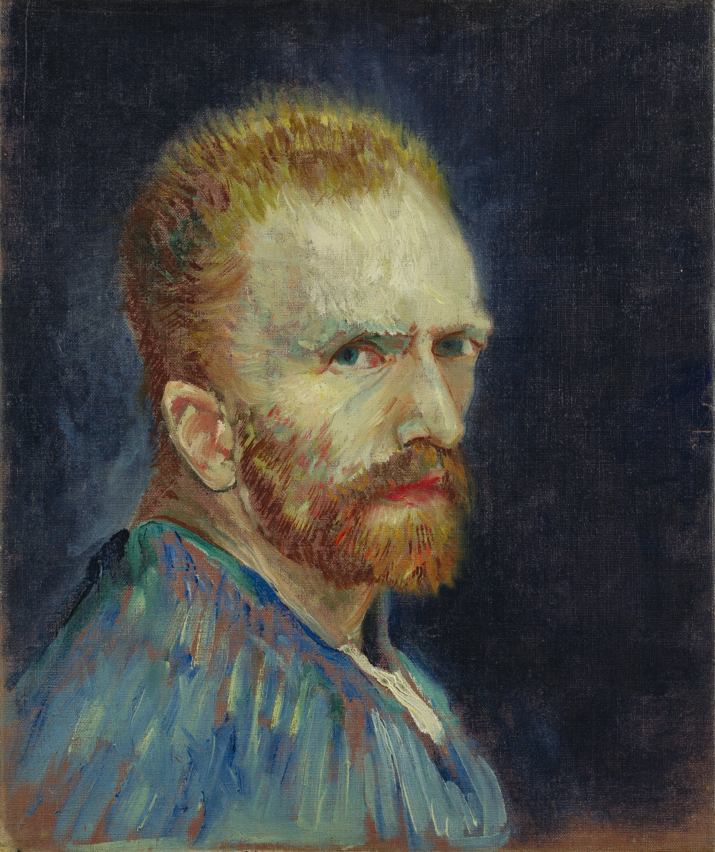
Vincent van Gogh, Autoportret, 1887, Wadsworth Atheneum (nr kat. 582)
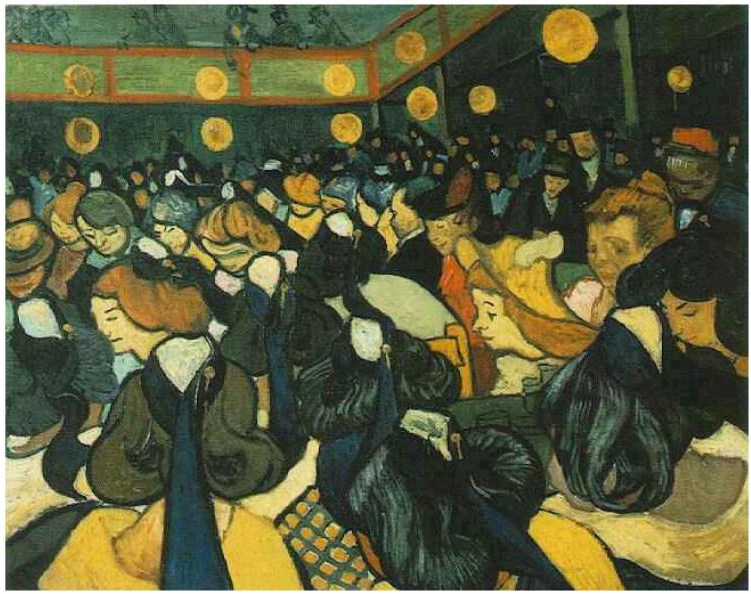
Vincent van Gogh, Sala taneczna w Arles, 1888, Musée d’Orsay (nr kat. 425)
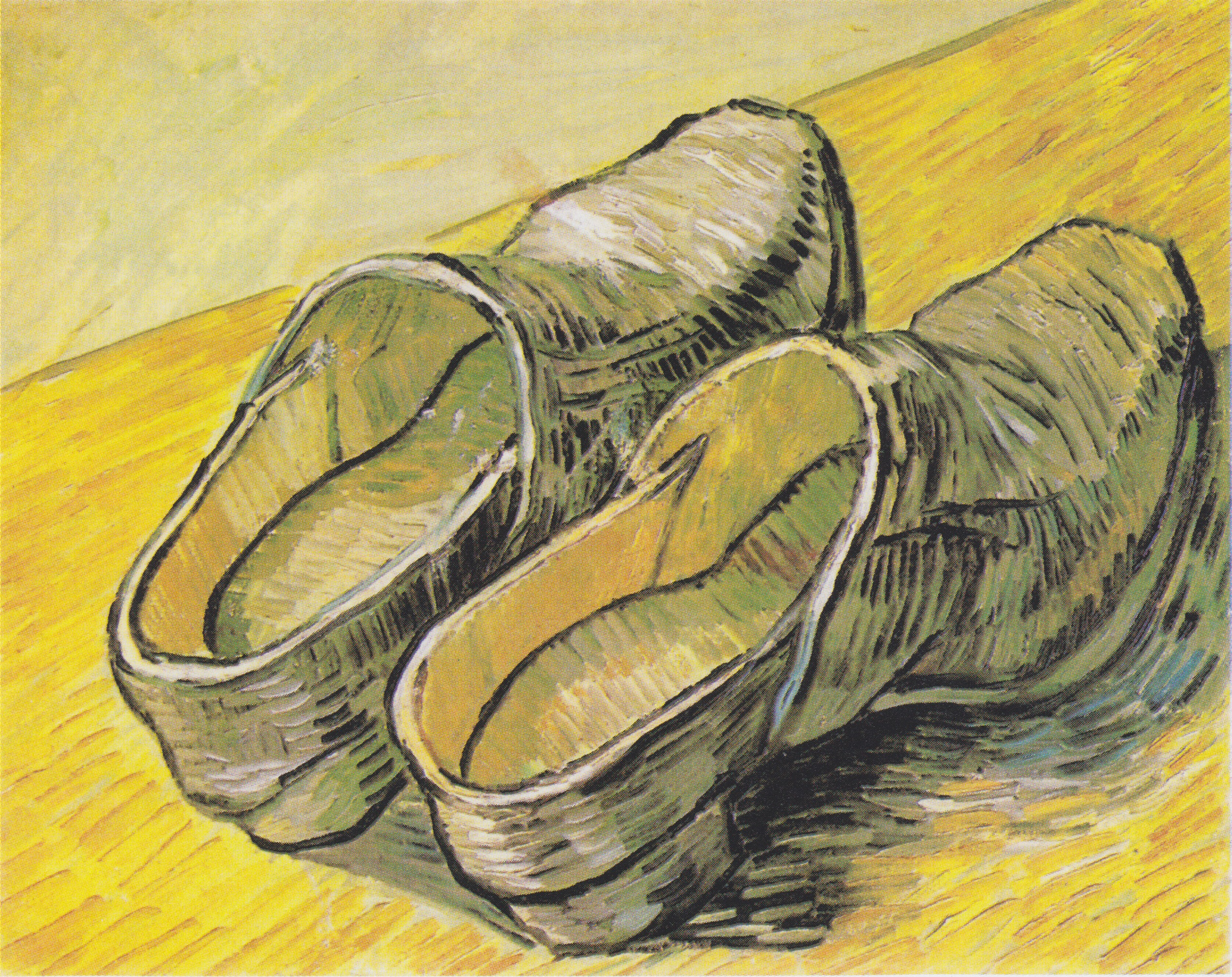
Vincent van Gogh, Para skórzanych chodaków, 1888, Muzeum Vincenta van Gogha (nr kat. 431)[e]
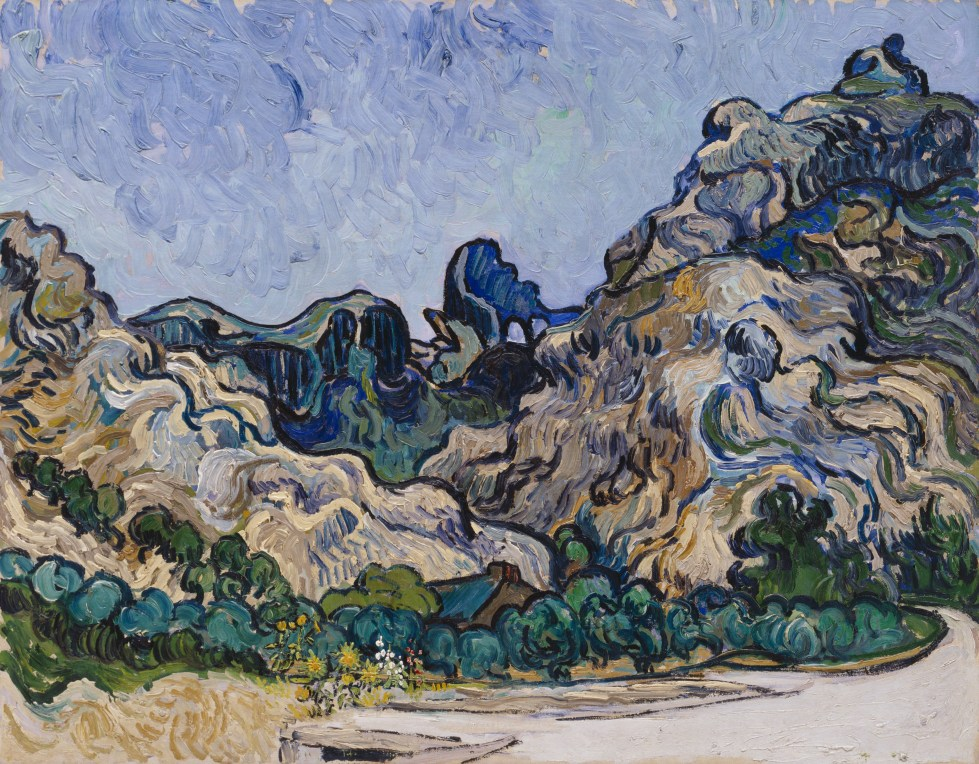
Vincent van Gogh, Góry w Saint-Remy z ciemną chatą, 1889, Muzeum Guggenheima w Nowym Jorku (nr kat. 424)[f]
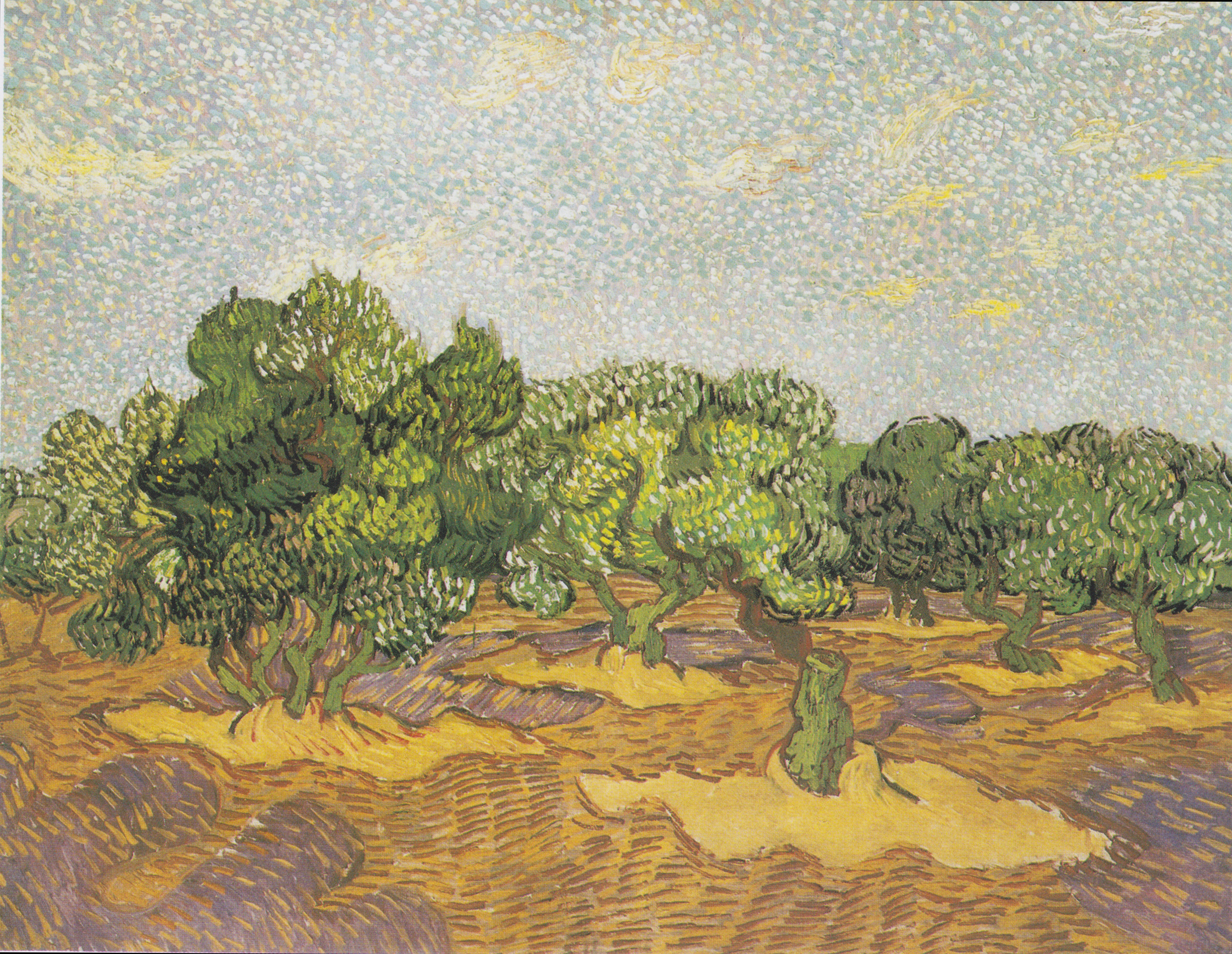
Vincent van Gogh, Gaj oliwny: bladoniebieskie niebo, 1889, Metropolitan Museum of Art
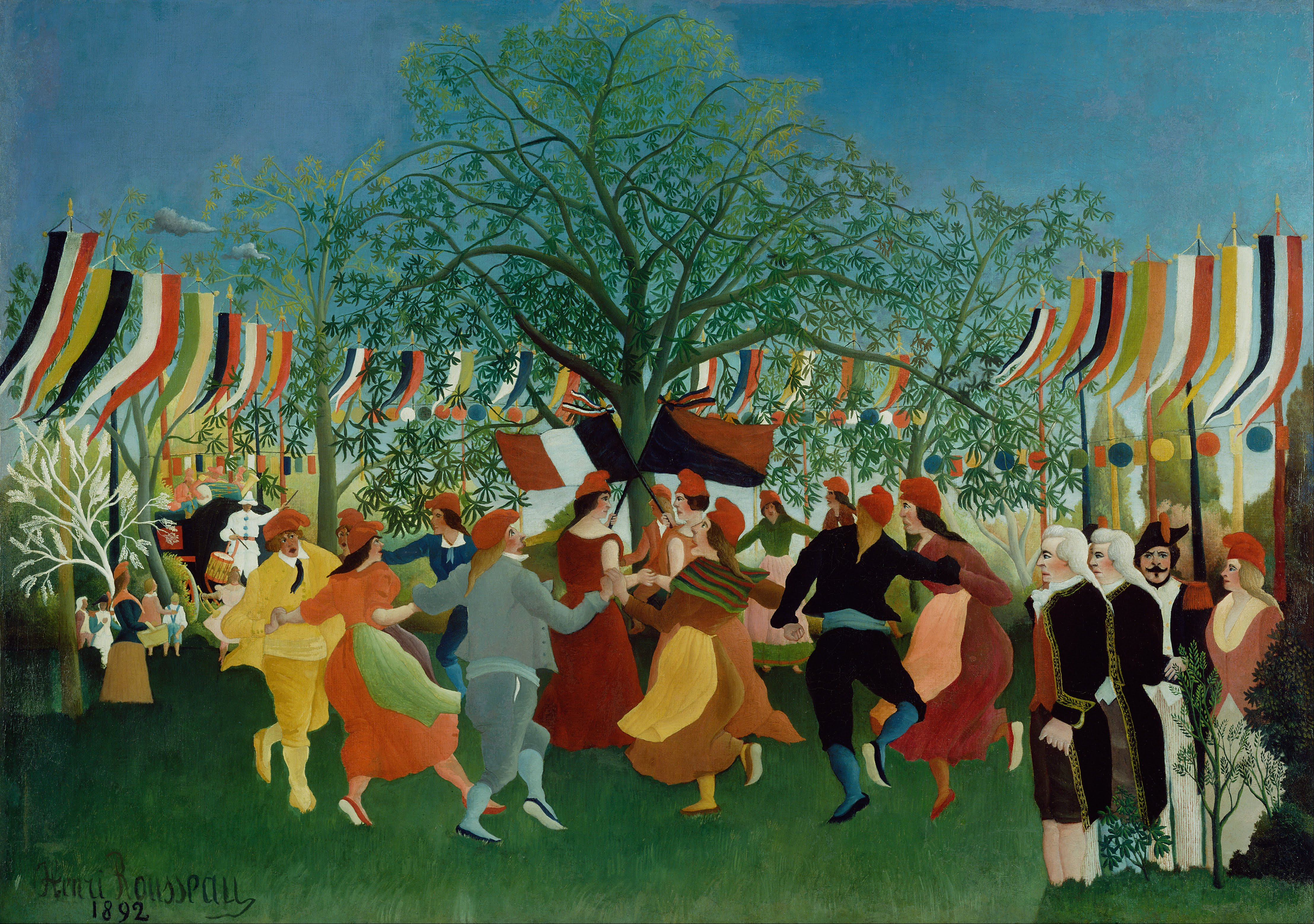
Henri Rousseau, Stulecie rewolucji, 1892, Getty Center (nr kat. 381)
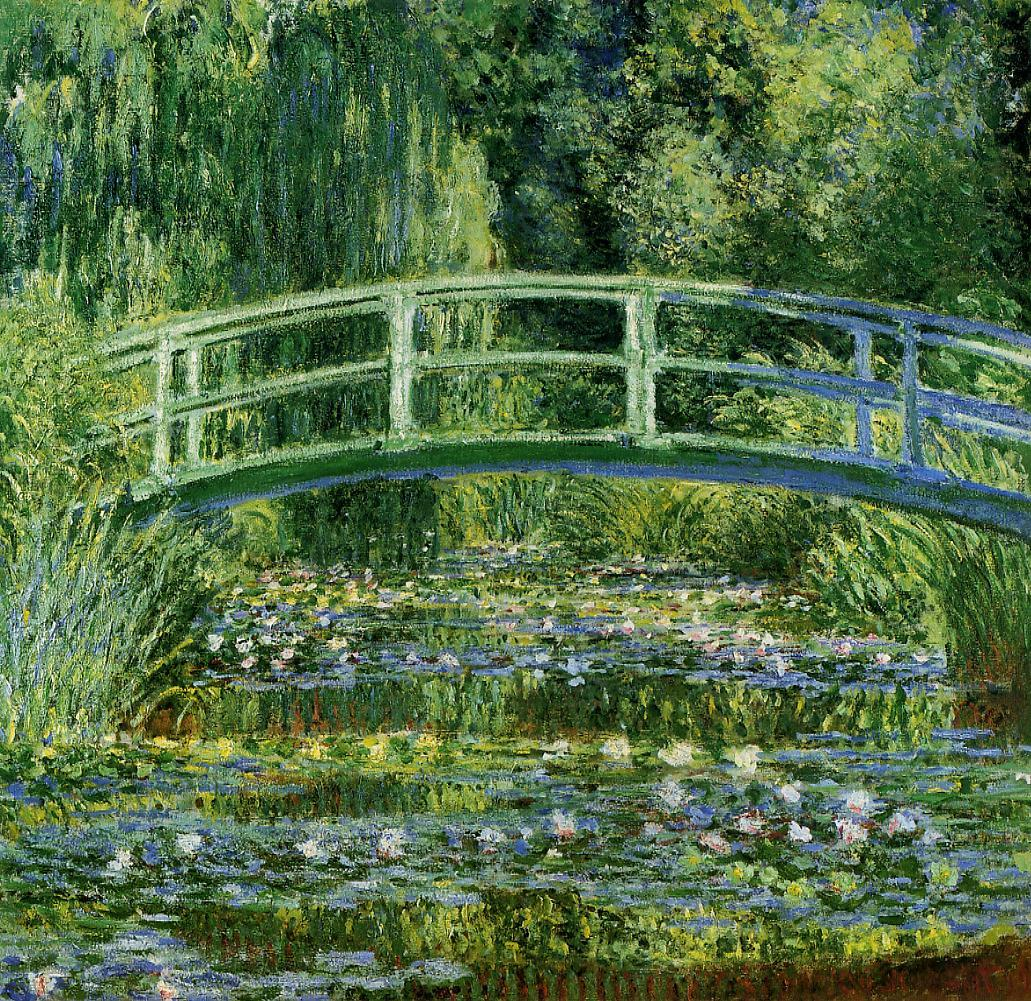
Claude Monet, Staw z liliami wodnymi, 1897–1899, Princeton University Art Museum (nr kat. 1073)
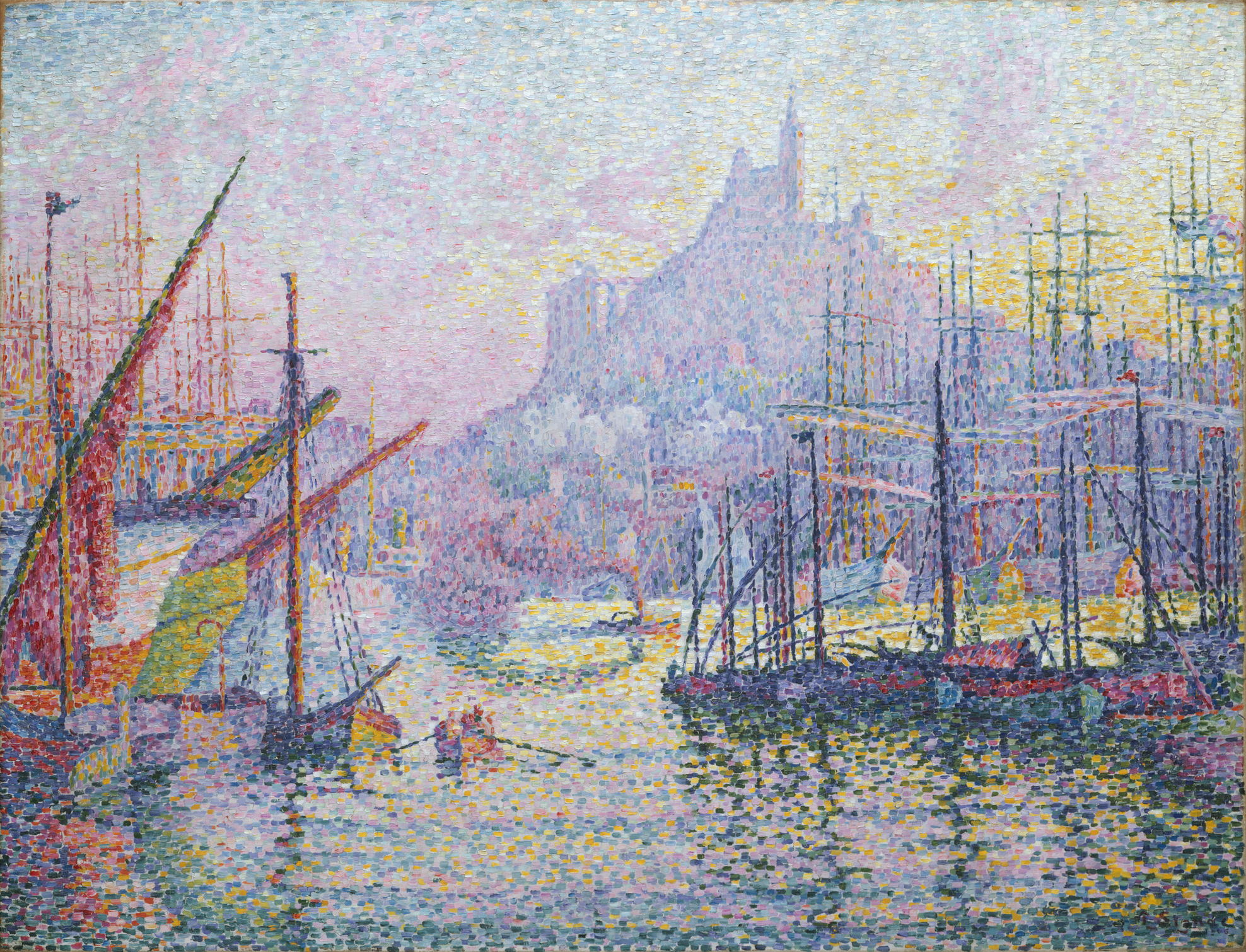
Paul Signac, Port w Marsylii, 1905, Metropolitan Museum of Art (nr kat. 395)
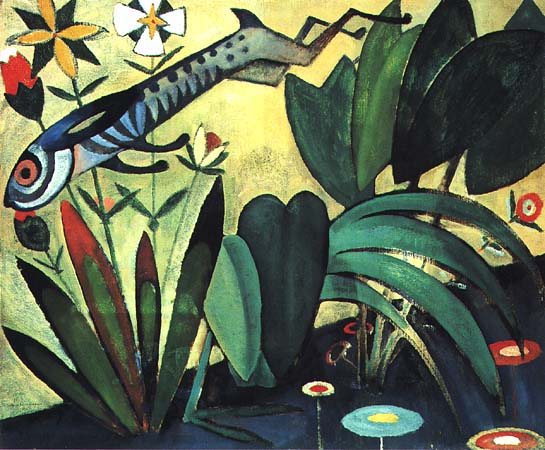
Amadeo de Souza-Cardoso, Skok zająca, 1911, Art Institute of Chicago (nr kat. 467)
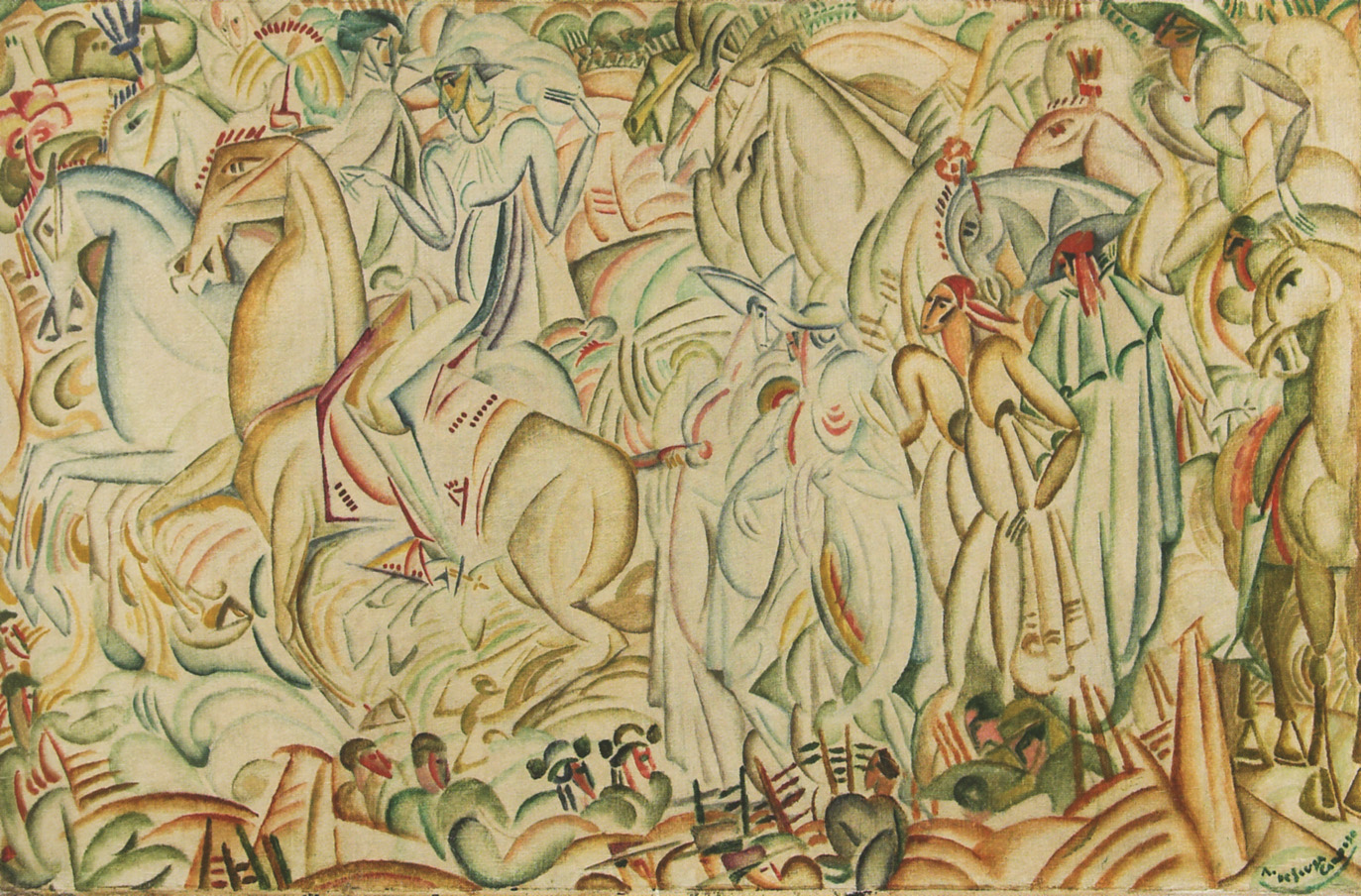
Amadeo de Souza-Cardoso, Przed korridą, 1912, Fundação Calouste Gulbenkian (nr kat. 465)
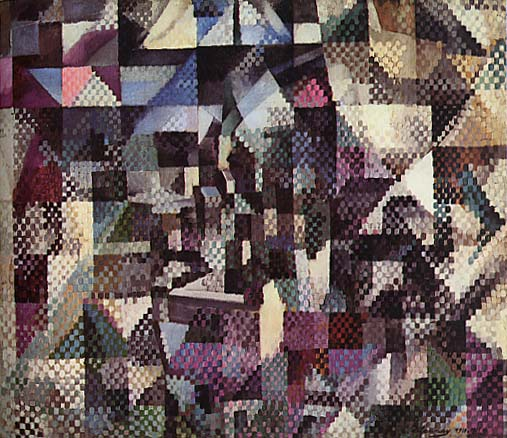
Robert Delaunay, Okna na miasto, 1912
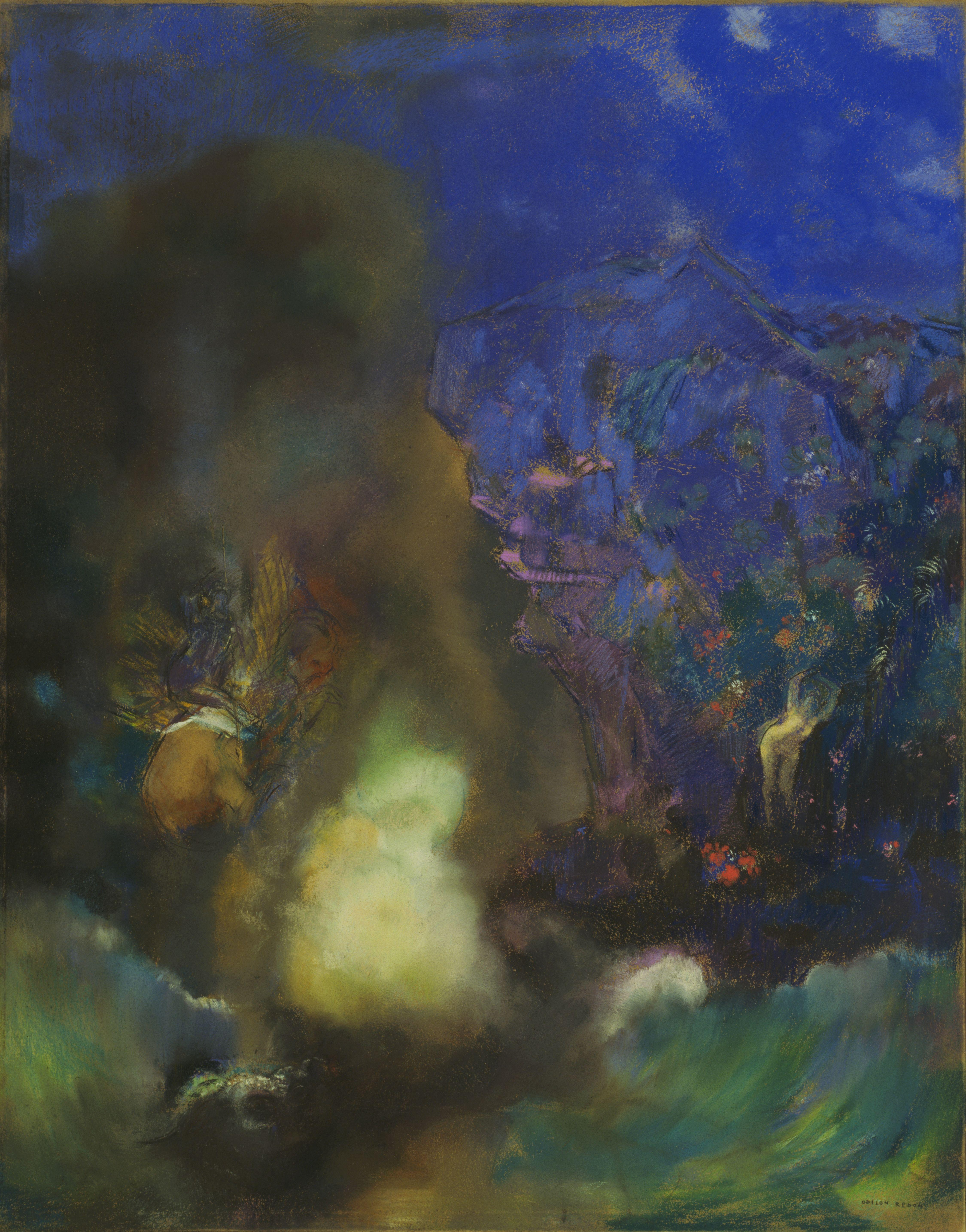
Odilon Redon, Roger i Angelika, 1910, Museum of Modern Art (nr kat. 306)
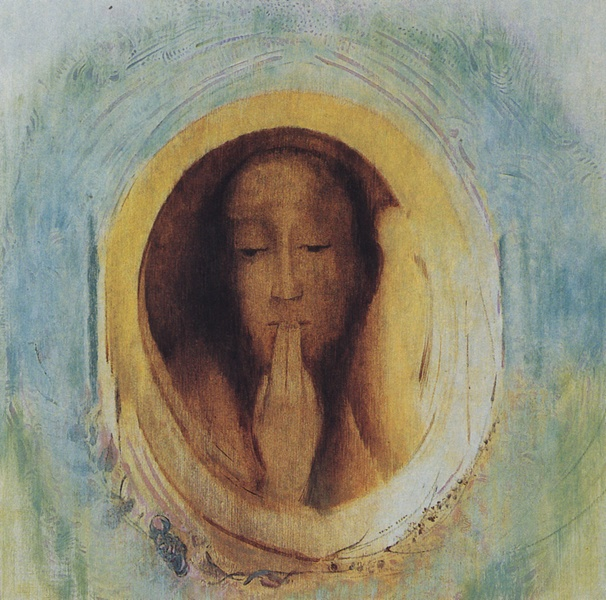
Odilon Redon, Cisza, 1911, Museum of Modern Art (nr kat. 300)

### Malarstwo amerykańskie

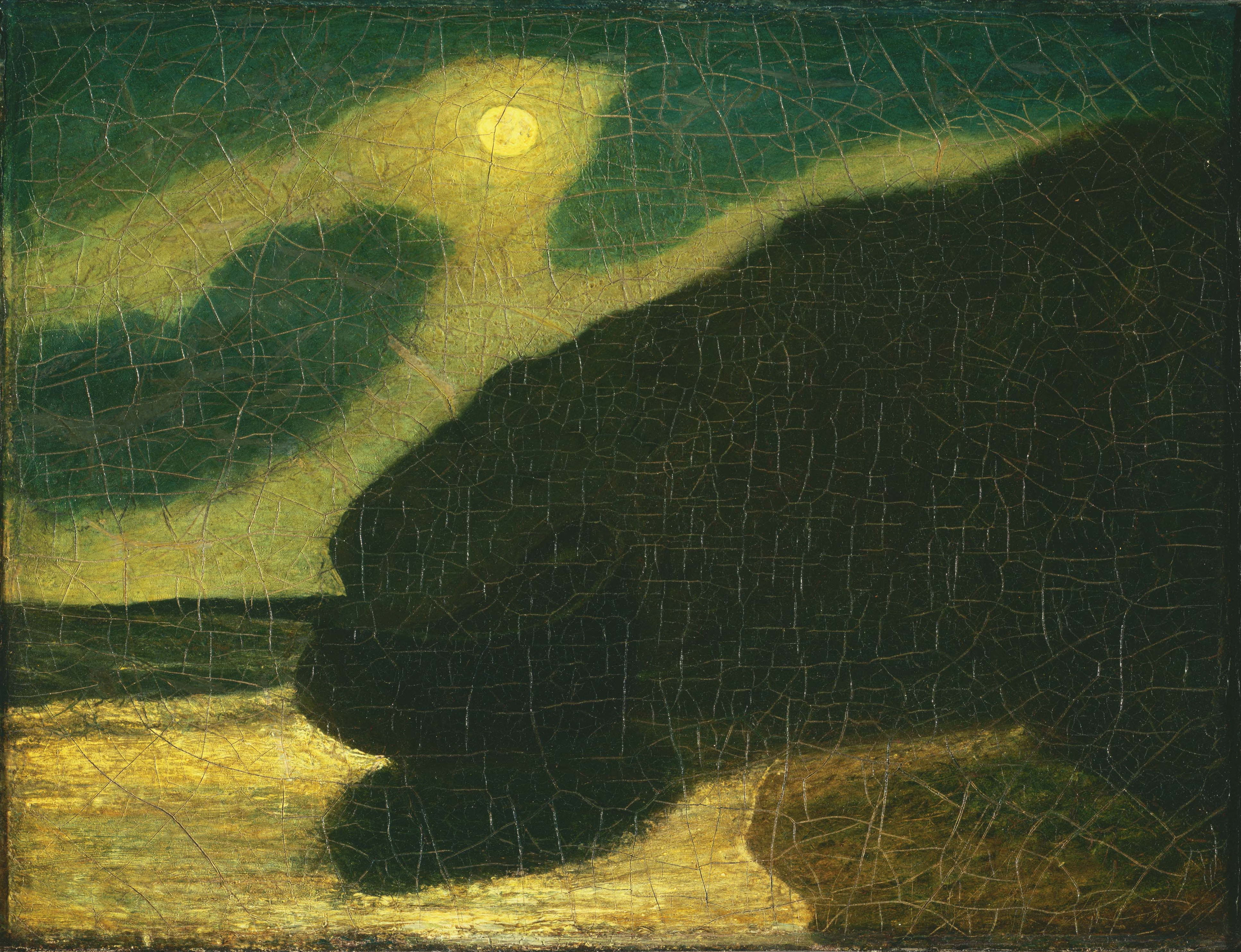
Albert Pinkham Ryder, Zatoka w świetle księżyca, ok. 1890, Phillips Collection (nr kat. 964)
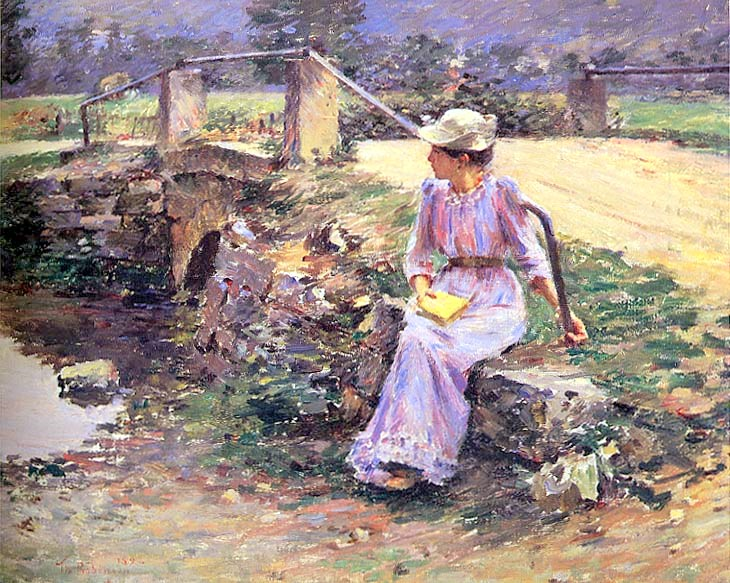
Theodore Robinson, La débacle, 1892, Scripps College (nr kat. 729)
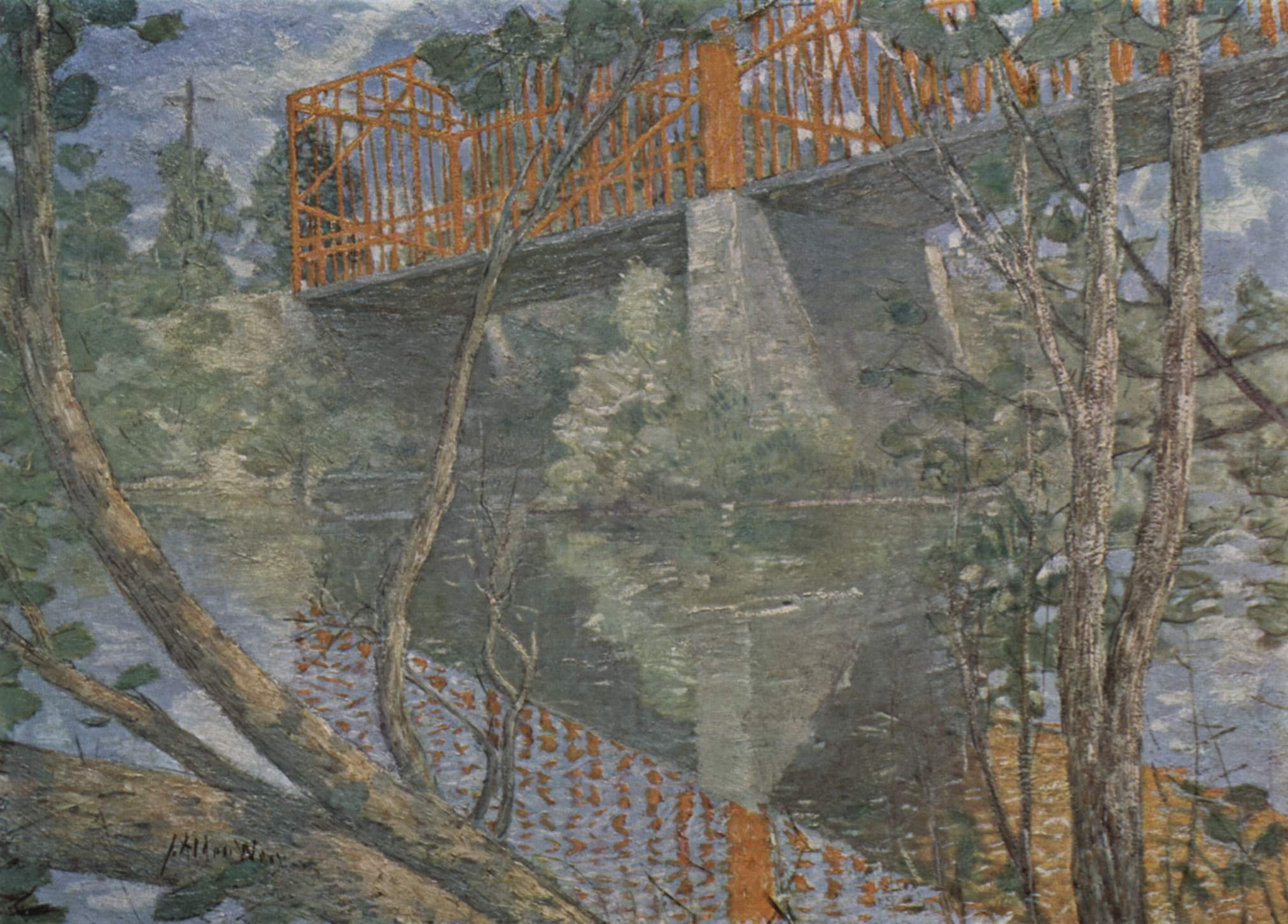
Julian Alden Weir, Czerwony most, 1895, Metropolitan Museum of Art
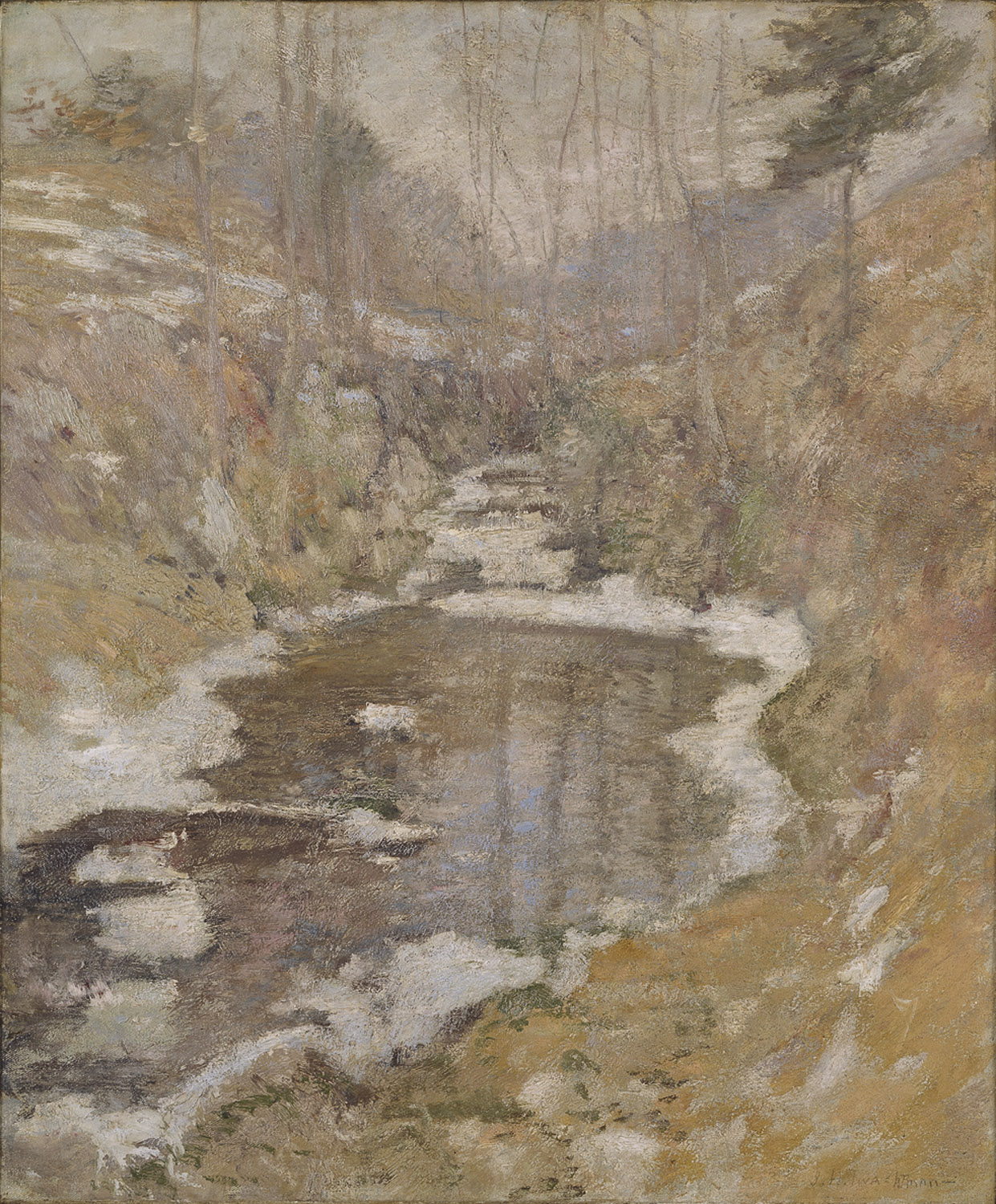
John Henry Twachtman, Sadzawka w Hemlock, ok. 1900, Addison Gallery of American Art (nr kat. 733)
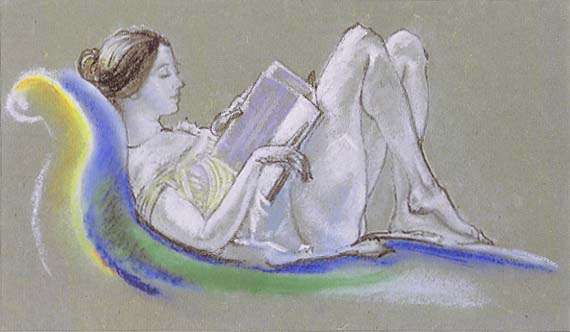
Arthur Bowen Davies, Półleżąca kobieta, 1911, rysunek, pastel na szarym papierze
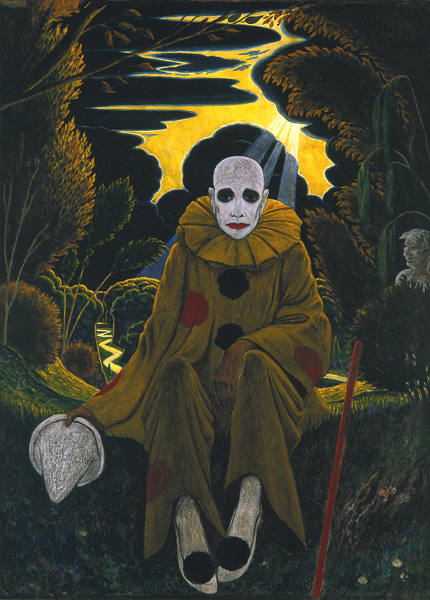
Edward Middleton Manigault, Klaun, 1910–1912, Columbus Museum of Art (nr kat. 47)
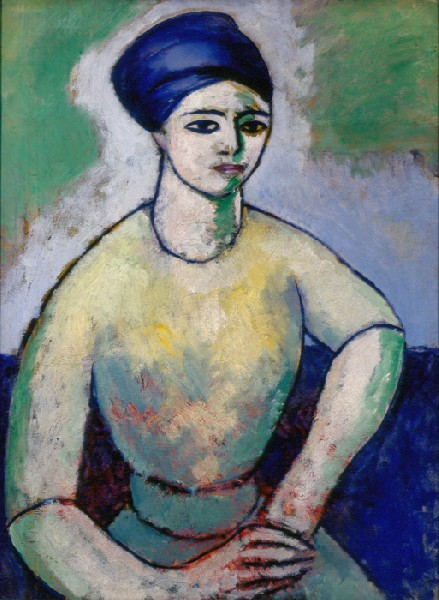
Morton Schamberg, Studium dziewczyny, ok. 1911, Williams College Museum of Art
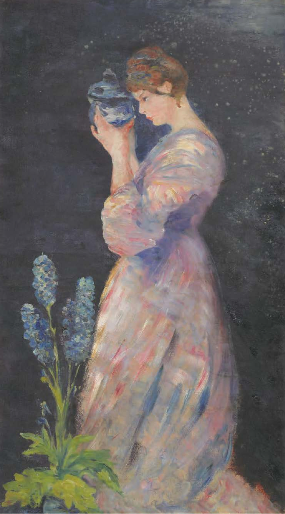
Katherine Sophie Dreier, Błękitne naczynie, 1911 (nr kat. 36) i (nr kat. 971)
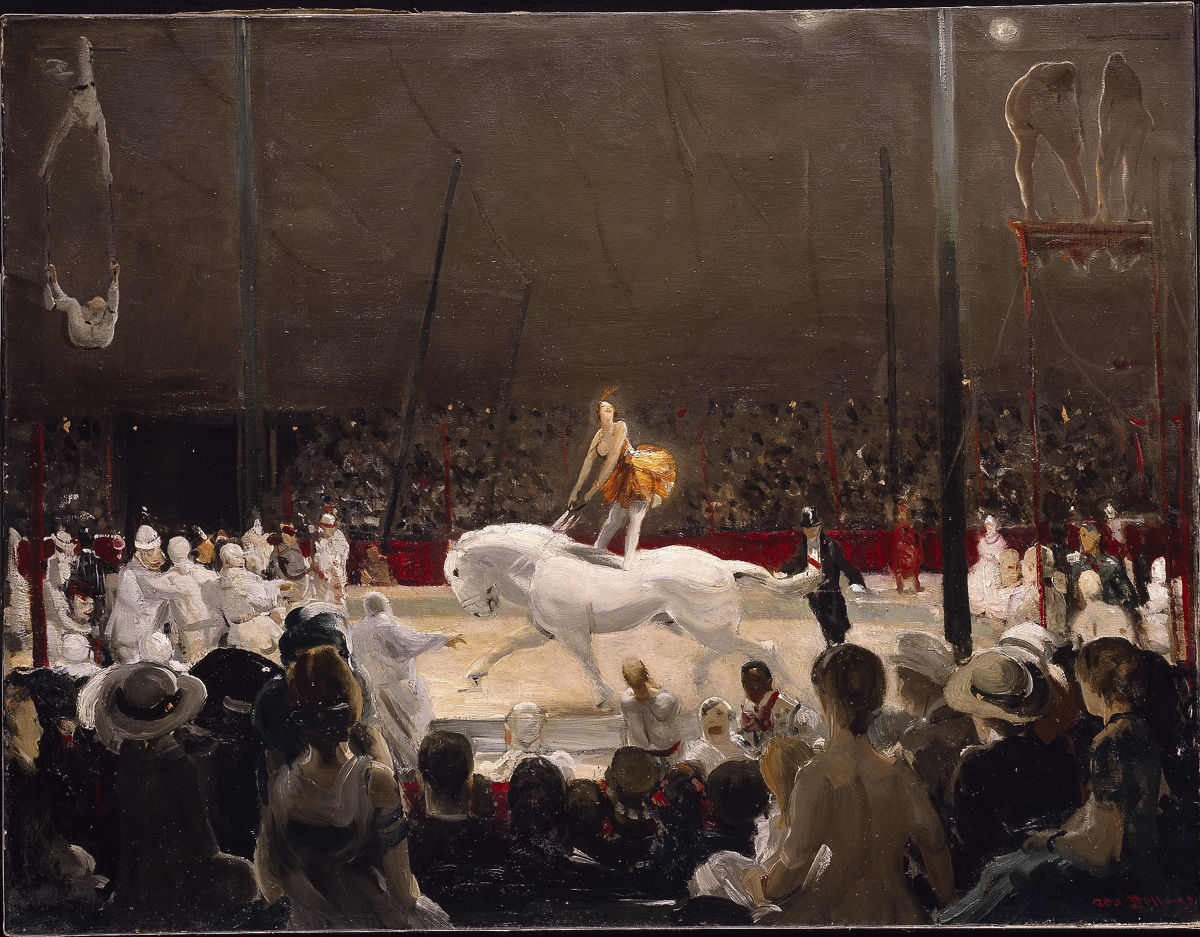
George Bellows, Cyrk, 1912, Addison Gallery of American Art (nr kat. 919)
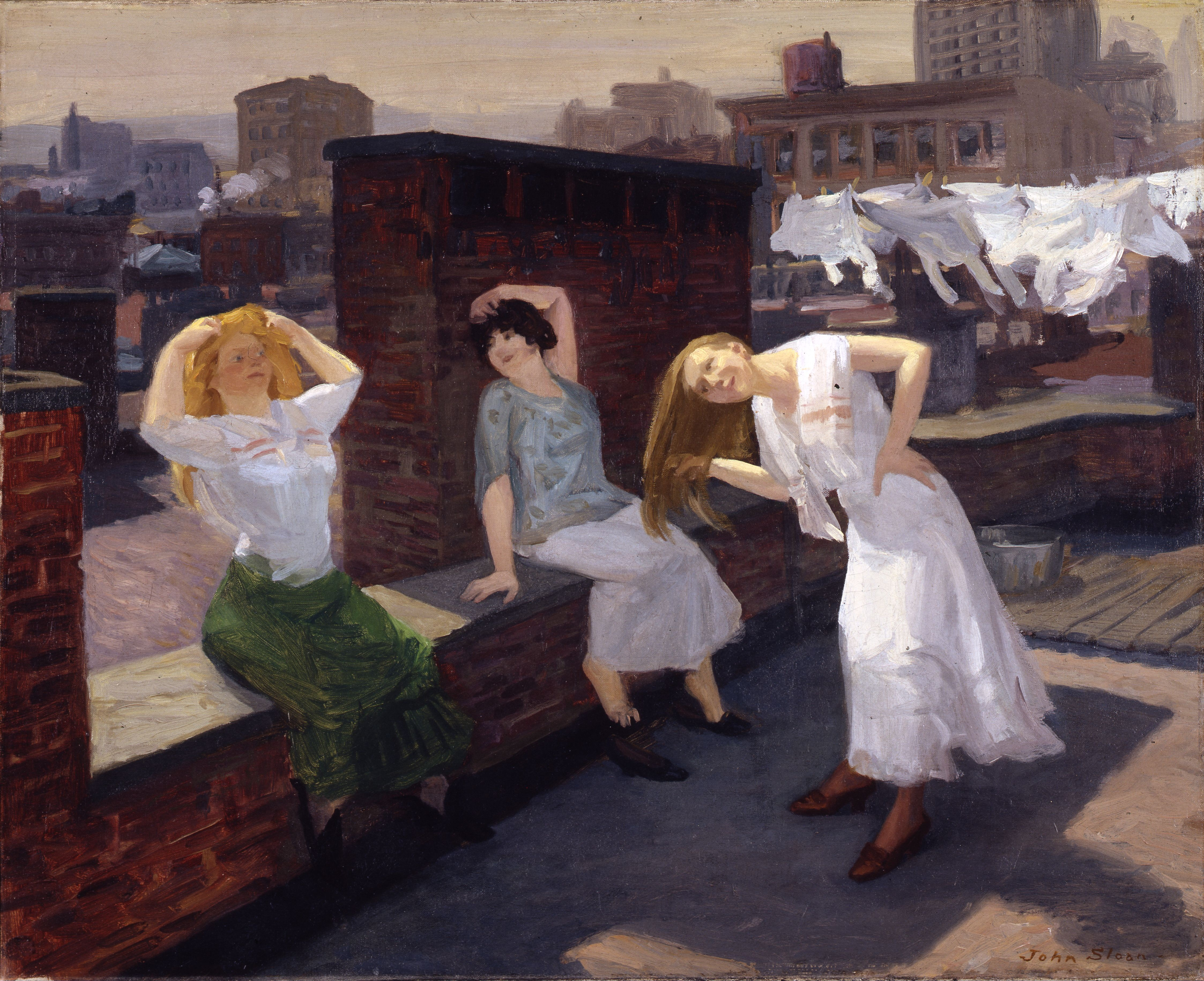
John French Sloan, Niedziela, kobiety suszące włosy, 1912, Addison Gallery of American Art (nr kat. 906)
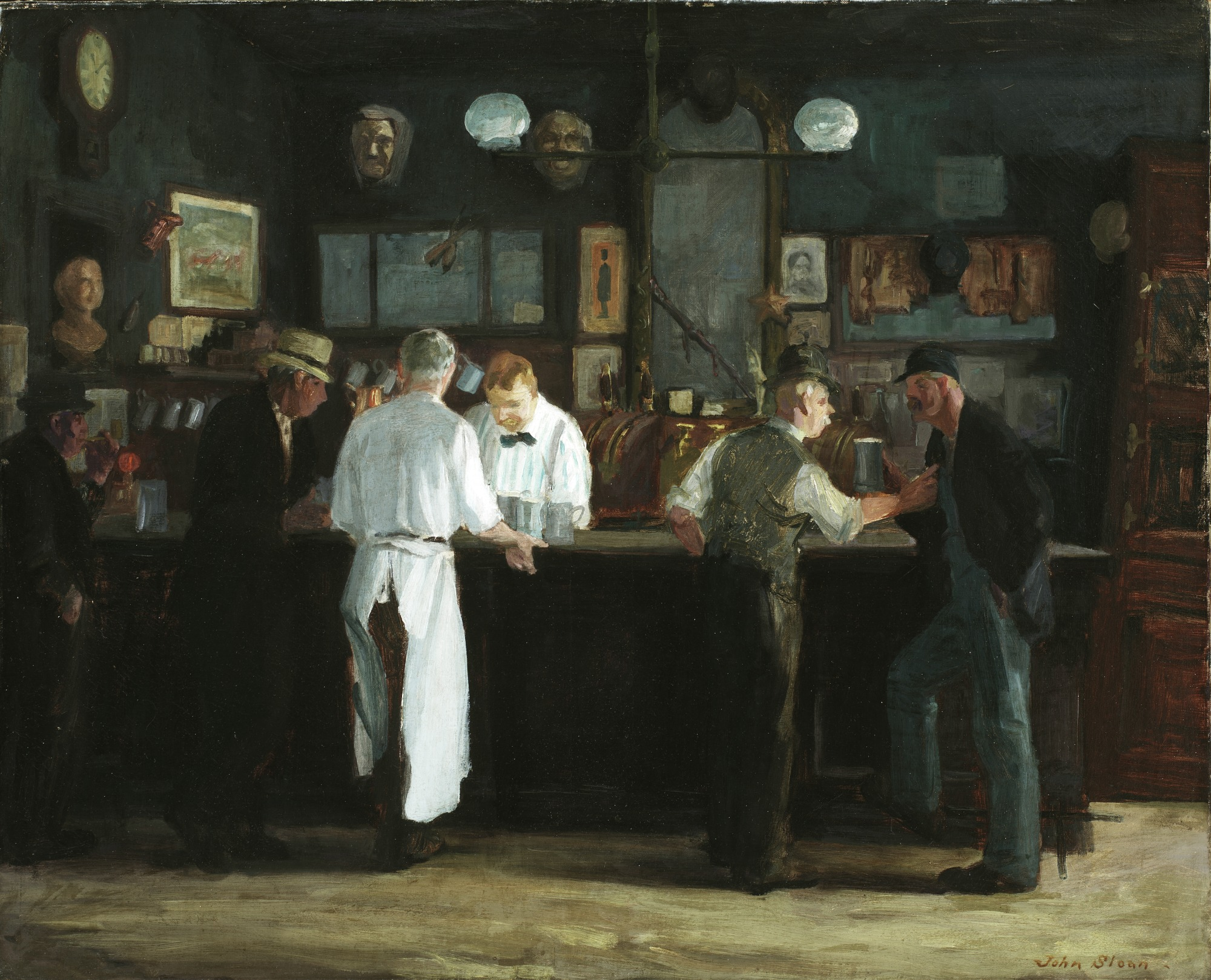
John French Sloan, McSorley's Bar, 1912, Detroit Institute of Arts (nr kat. 907)
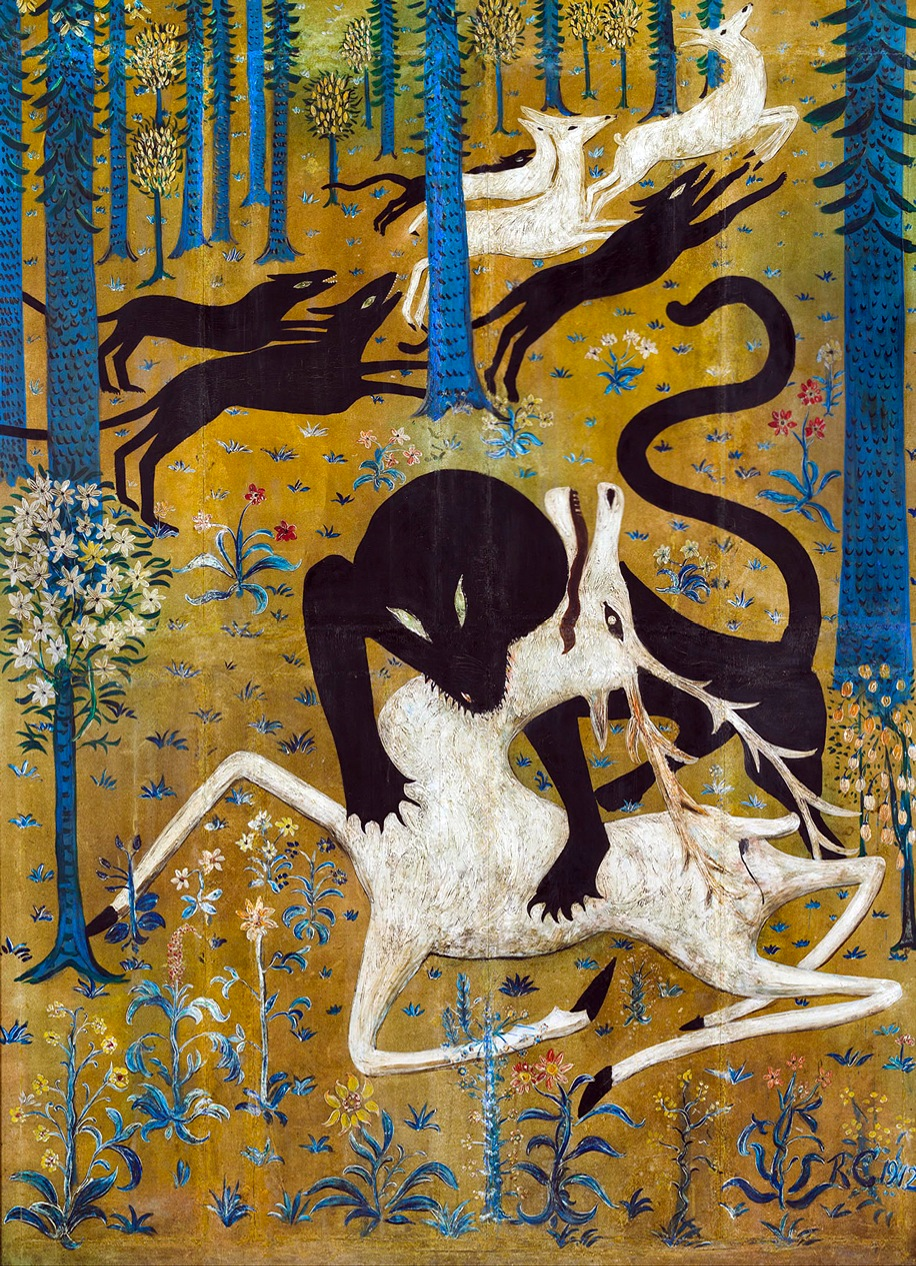
Robert Winthrop Chanler, Lampart i jeleń, 1912 (nr kat. 1026)
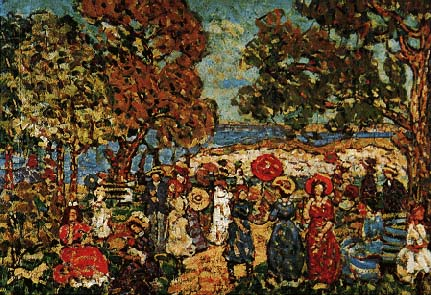
Maurice Brazil Prendergast, Pejzaż z postaciami, 1913, Munson-Williams-Proctor Arts Institute (nr kat. 895)
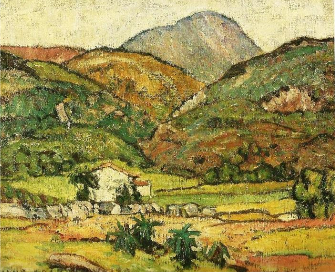
Anne Goldthwaite, Kościół na wzgórzu, ok. 1911 (nr kat. 829)
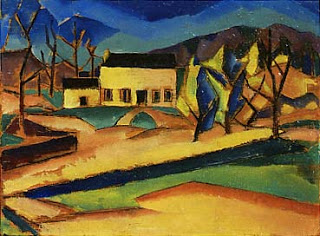
Charles Sheeler, Pejzaż (nr kat. 973)

### Rzeźba europejska

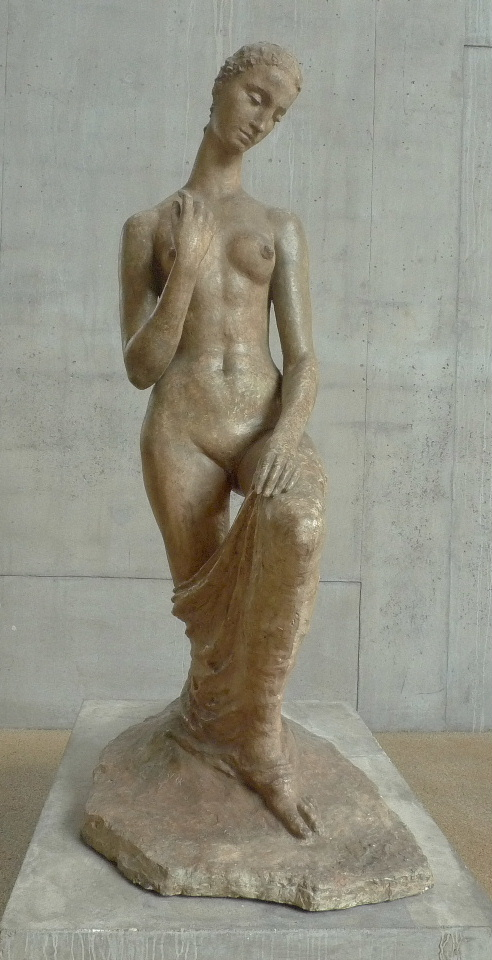
Wilhelm Lehmbruck, Klęcząca, 1911, Lehmbruck-Museum (nr kat. 600)
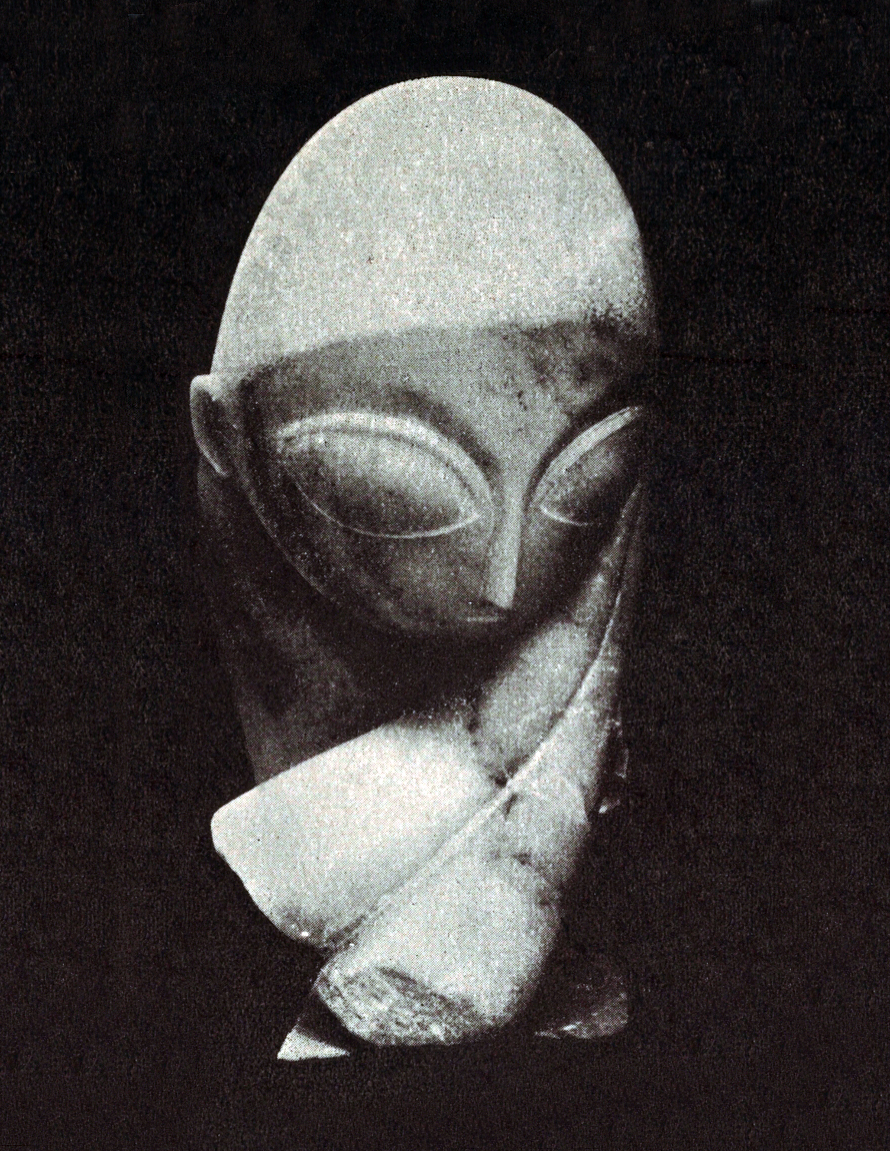
Constantin Brâncuși, Portret Mademomiselle Pogany, 1912, Philadelphia Museum of Art (nr kat. 619)
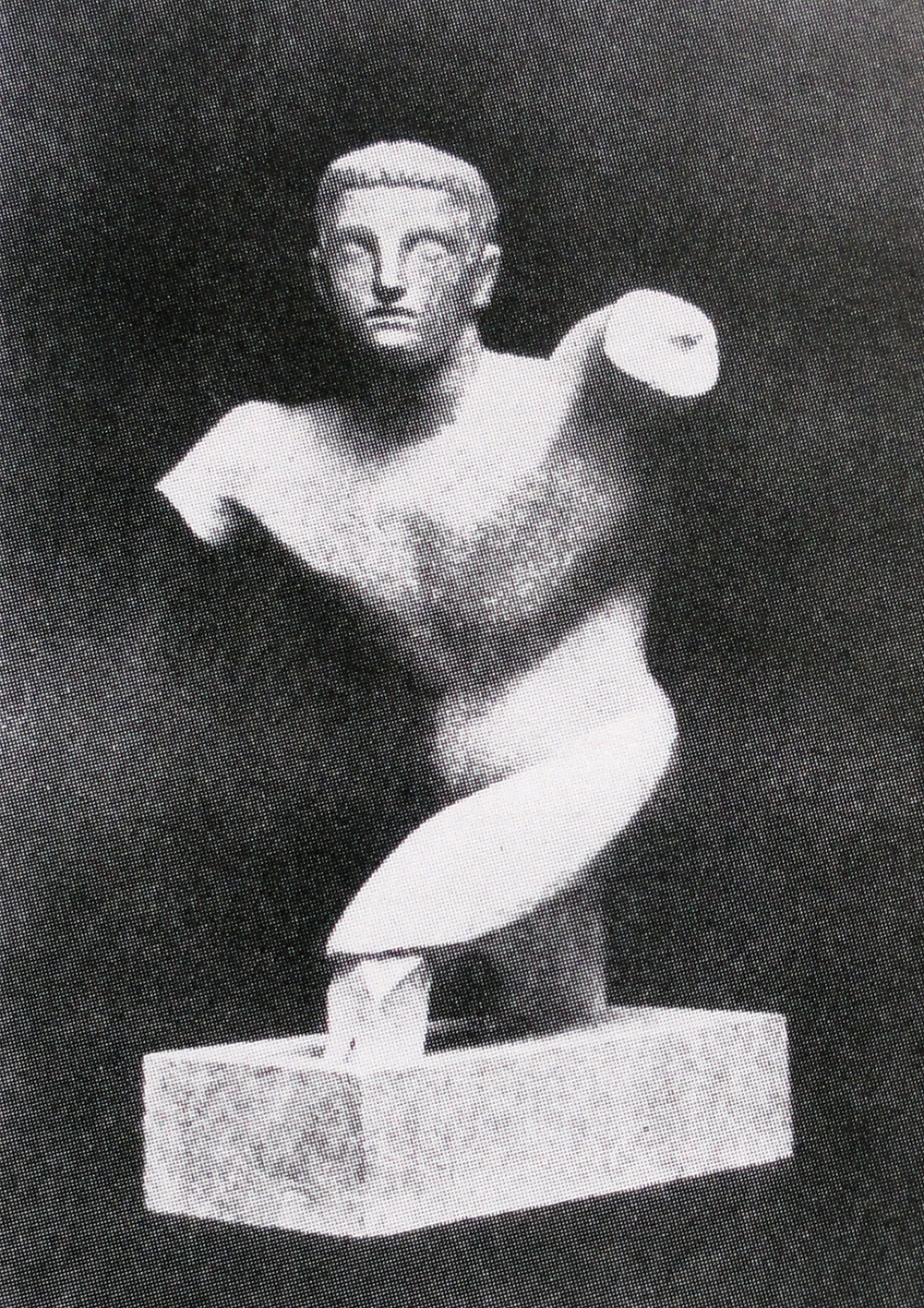
Raymond Duchamp-Villon, Tors młodego mężczyzny, 1913, Hirshhorn Museum and Sculpture Garden (nr kat. 610)
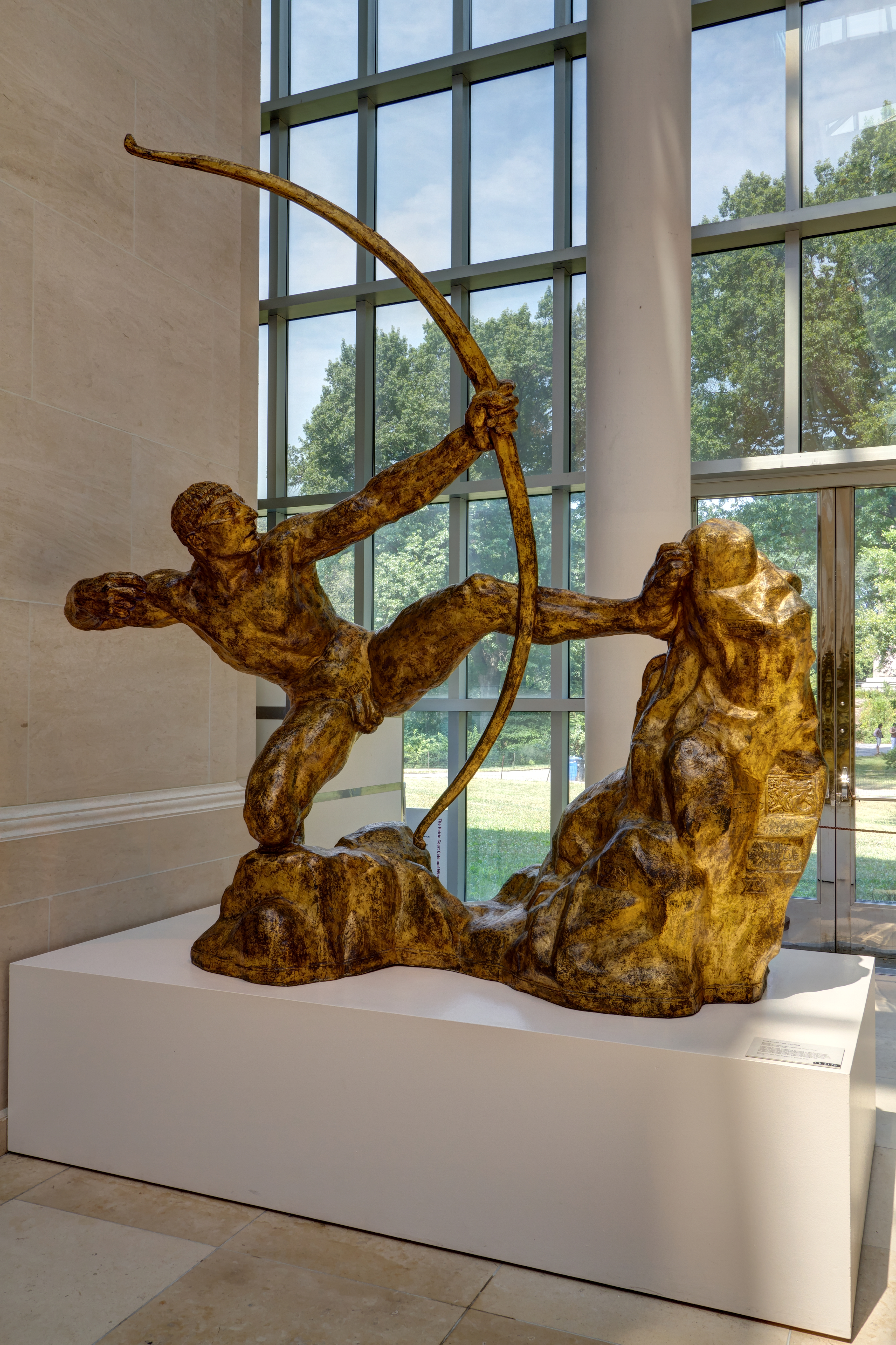
Antoine Bourdelle, Herkules łucznik, 1909, Metropolitan Museum of Art (nr kat. 608)

### Rzeźba amerykańska

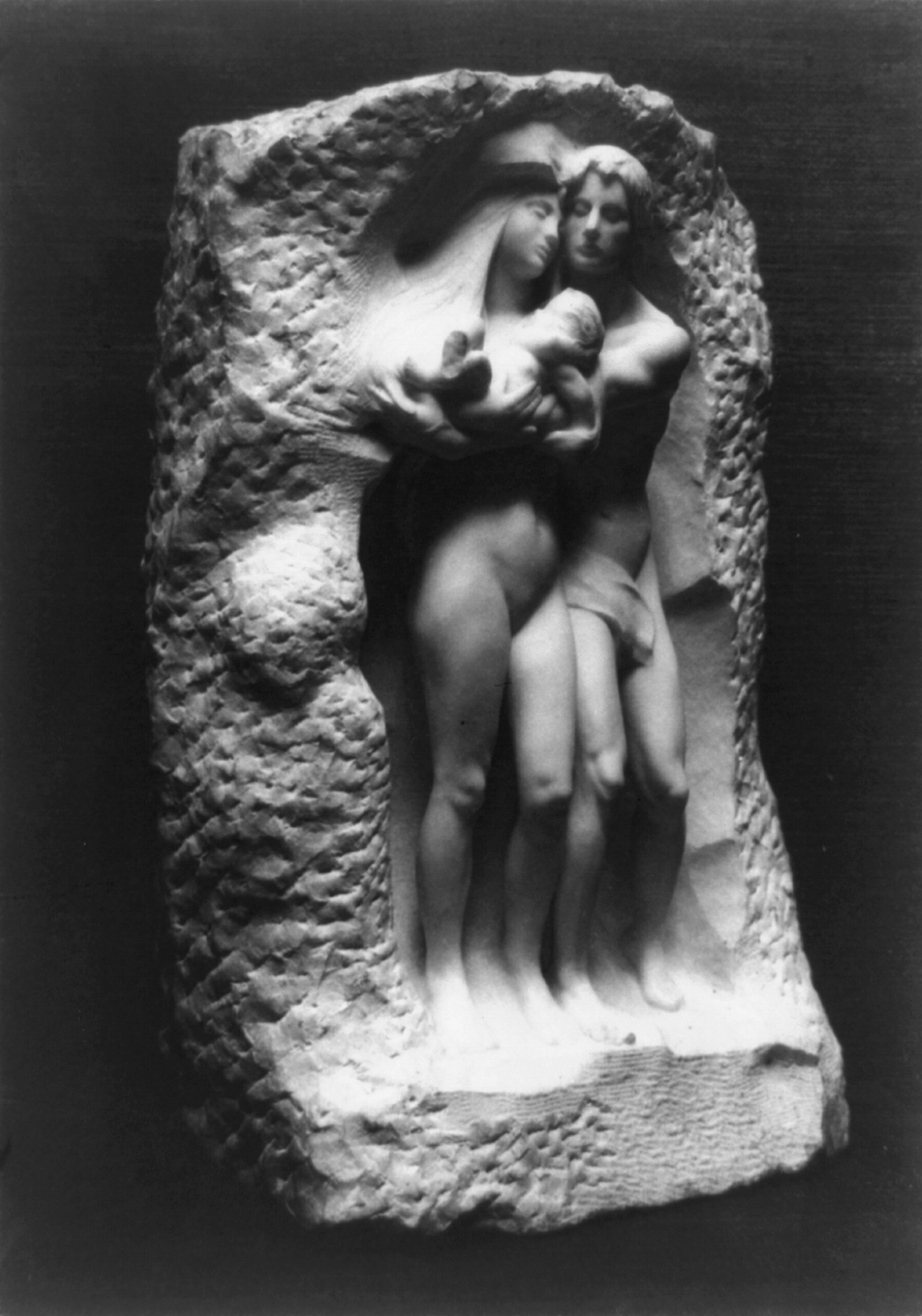
George Grey Barnard, Narodziny, 1913, Biblioteka Kongresu Stanów Zjednoczonych (nr kat. 1000)
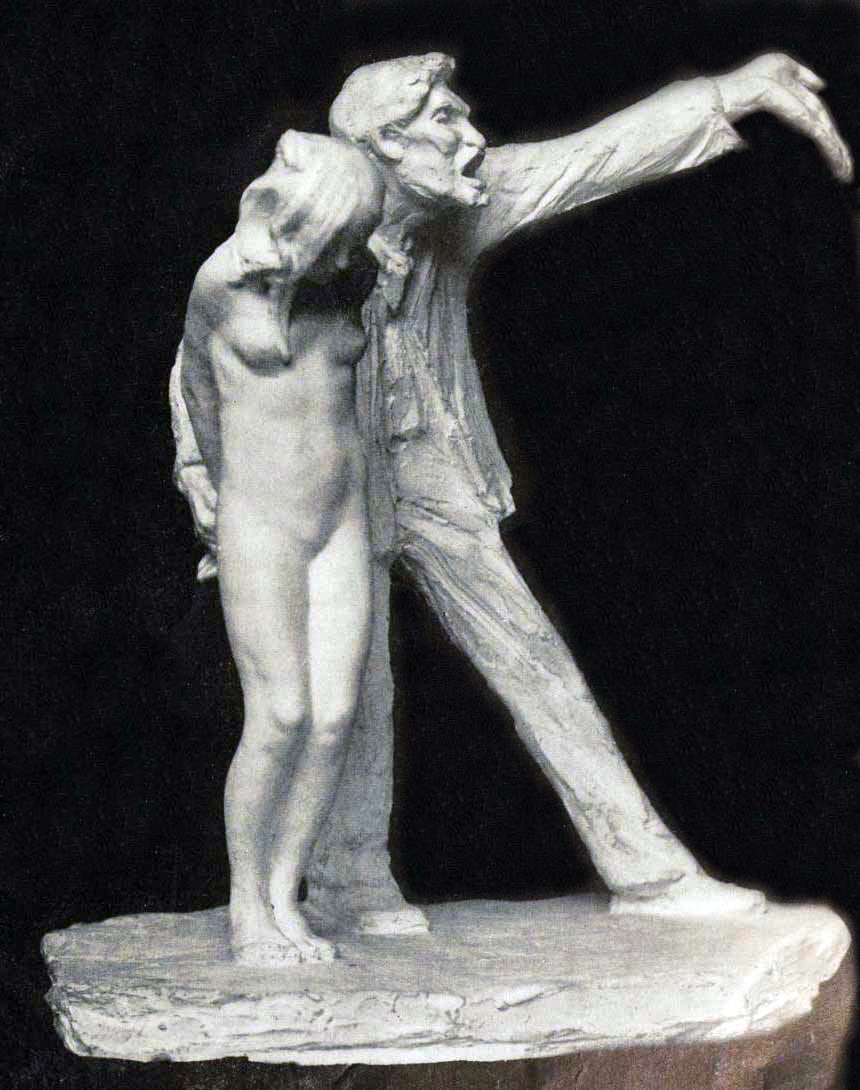
Abastenia St. Leger Eberle, Biała niewolnica, 1912–1913, lokalizacja nieznana (nr kat. 673)
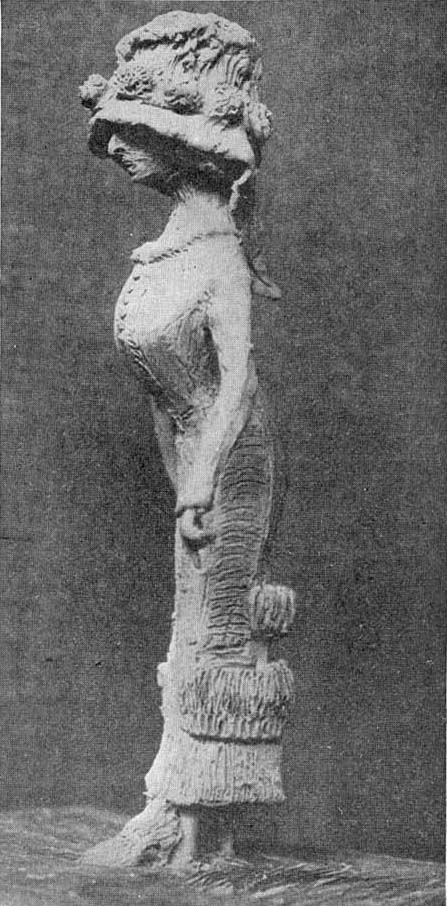
Ethel Myers, Dziewczyna z Broadwayu
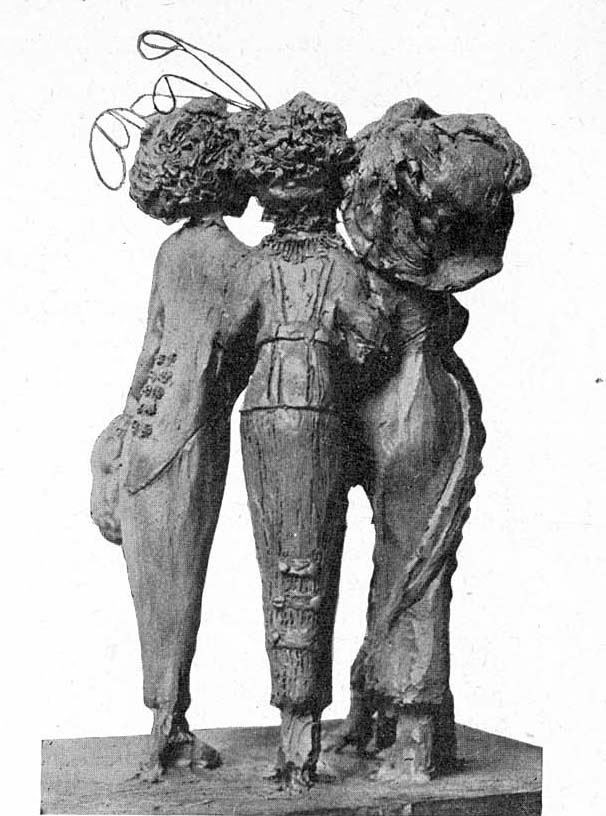
Ethel Myers, Kumoszki z Piątej Alei  (nr kat. 673)

## Armory Show 50 lat później
Przypadająca w 1963 roku pięćdziesiąta rocznica Armory Show wyzwoliła ponowne zainteresowanie oryginalną wystawą. Munson-Williams-Proctor Arts Institute postanowił z tej okazji zorganizować wystawę retrospektywną w mieście Utica, którą później przeniesiono do Nowego Jorku, do budynku 69. regimentu piechoty, w którego murach gościła oryginalna wystawa. Wystawa z okazji pięćdziesięciolecia była jednak stosunkowo skromna. Wystawiono 356 prac wykonane przez 137 spośród około 300 artystów reprezentowanych na pierwszej wystawie, w tym 86 spośród 190 artystów amerykańskich i 51 spośród mniejszej liczby artystów europejskich. Organizatorem wystawy był Joseph S. Trovato z zespołem. W Utice wystawę odwiedziło ponad 40 000 osób, natomiast w Nowym Jorku około 75 000.

## Armory Show 100 lat później
Stowarzyszenie New-York Historical Society postanowiło uczcić 100. rocznicę Armory Show, organizując 11 października 2013 roku wystawę The Armory Show at 100, na której zaprezentowano ponad 90 prac z oryginalnej wystawy, w tym dzieła europejskiej awangardy, ikony sztuki amerykańskiej i prace wcześniejsze, obrazujące rozwój sztuki nowoczesnej.